# Großherzoglich Mecklenburgisches Füsilier-Regiment „Kaiser Wilhelm“ Nr. 90
Das Großherzoglich Mecklenburgische Füsilier-Regiment „Kaiser Wilhelm“ Nr. 90 war ein Infanterieverband der Preußischen Armee.

## Geschichte
Die mecklenburgischen Truppen hatten zum Teil schon im Spanischen Erbfolgekriege als niederländische Hilfstruppen gekämpft. In Folge des 1788 abgeschlossenen Subsidientraktates zwischen Herzog Friedrich Franz zu Mecklenburg und dem niederländischen Erbstatthalter Prinz Wilhelm von Oranien, diente das Infanterie-Regiment „von Gluer“ – ab 1790 Infanterie-Regiment „von Pressentin“ – bis 1795 im holländischen Sold. Im November 1806 wurde Mecklenburg-Schwerin vom französischen 8. Armeekorps besetzt und verlor seine Selbständigkeit. Daraufhin wurden die mecklenburgischen Truppen entlassen. Das Regiment hatte seine Waffen abzugeben, wobei man den Offizieren ihre Degen sowie den Unteroffizieren ihre Säbel beließ. Mit der Wiedereinsetzung des Herzoges am 27. Mai 1807 erhielt Mecklenburg-Schwerin seine Eigenständigkeit zurück. Im darauffolgenden Jahr trat Mecklenburg-Schwerin zum 22. März 1808 dem Rheinbund bei. Anschließend formierte sich die Mecklenburgische Brigade zu vier Bataillonen mit je sechs Kompanien. Die Struktur entsprach dem französischen Vorbild. Das ehemalige Regiment Erbprinz wurde im Zuge der Neuformation nicht mehr als eigenständiger Verband aufgestellt, sondern als III. Bataillon in die Brigade eingegliedert. Am 25. Februar 1809 erließ Friedrich Franz I. die „Patentverordnung wegen der Rekrutenaushebung“. In dessen Folge die Militärstruktur und das Militärrecht nach französischem Vorbild übernommen wurde. Das Jahr 1809 brachte weitere Änderungen mit sich. So wurde am 11. März die Infanterie-Kontingent-Brigade formiert. Die Brigade wurde im Jahr 1812 während des Russland-Feldzuges fast vollständig vernichtet. Im März 1813 erfolgte der Austritt des Herzogtums Mecklenburg-Schwerin aus dem Rheinbund.
Mit dem Beitritt in den Norddeutschen Bund ging die Neu-Formierung und Verstärkung der mecklenburgischen Truppen einher. Die Infanterie wurde zu einer Brigade aus zwei Regimentern formiert. Diese Formierung erfolgte zum 1. Oktober 1867. Die erste Rekruteneinstellung fand am 1. November statt. Das Regiment hatte danach eine Stärke von 43 Offizieren, 1651 Unteroffizieren und Mannschaften. In der Folge trat die Brigade unter der Bezeichnung 34. Infanterie-Brigade der 17. Division im Verband des IX. Korps bei. Mit dem Beitritt zum Norddeutschen Bund hielt auch die allgemeine Wehrpflicht ihren Einzug. Zudem wurde die preußische Militärgesetzgebung eingeführt. Änderungen zeigten sich auch in Ausrüstung und Uniformierung. Mecklenburg-Schwerin, vertreten durch Gustav von Pritzelwitz, schloss dann am 24. Juli 1868 mit Preußen, vertreten durch Eberhard von Hartmann, eine Militärkonvention, die den Übertritt der Offiziere in die preußische Armee regelte. Am 11. September 1868 fand daher in Groß Rogahn eine Parade der 17. Division vor König Wilhelm I. statt, welche symbolisch den Beitritt zur preußischen Armee besiegelte.
Auf Grundlage der 1872 geschlossenen Militärkonvention traten die mecklenburgischen Truppenverbände zum 1. Januar 1873 vollständig in den Etat der preußischen Armee. Besoldung und Versorgung der Soldaten gingen in die Verantwortung der preußischen Armee über, wie auch sämtliche Ausrüstung der Truppenverbände. Die Großherzöge gaben folgend ihre Befehlsgewalt ab. Eigentumsrechte an den Militärbauten und Liegenschaften blieben jedoch von der Konvention unberührt. Das Regiment war nunmehr in die preußische Armee eingegliedert worden. In Artikel 9 der Konvention wurde den mecklenburgischen Regimentern auch weiterhin der Namenszusatz „Großherzoglich Mecklenburgisch“ zugestanden.
Wilhelm II. besuchte, wie zu dessen 25-jährigem Thronjubiläum am 16. Juni 1913 angekündigt, am 10. August das Regiment zu dessen 125. Errichtungs-Jubiläum letztmals in den Mauern der Garnison Rostock. Das Regiment bereitete dem Kaiser und Regimentschef einen feierlichen Empfang.

### Stamm und Formierung
Das Infanterie-Regiment „Jensen“ wurde im Jahr 1748 in Rostock errichtet. 1754 ging der Regimentsführer Oberst Jensen in den Ruhestand. Oberst von Zülow übernahm daraufhin die Position des Regimentschefs. Ab diesem Zeitpunkt erhielt das Regiment die Bezeichnung Infanterie-Regiment „Jung-Zülow“. Das Regiment gliederte sich nunmehr in fünf Kompanien. Jede Kompanie hatte eine Mannstärke von 80 Mann. Zum 12. März 1763 übernahm Oberst Dietrich von Gluer das Regiment, worauf es die Bezeichnung Infanterie-Regiment „von Gluer“ erhielt. Im Frühjahr 1788 wurde das Regiment um weitere Kompanien vermehrt. Aus denen sich nachfolgend zwei Bataillone formierten. Am 12. Juli desselben Jahres fand dann in Rostock auf dem alten Markt die feierliche Übergabe der Avancierfahne und der Retrierfahne statt. Die Weihe der neuen Fahnen übernahm der Regimentsprediger Georg Belitz. Das Datum dieser Zeremonie wurde später als Stiftungsdatum des Regiments festgelegt. Die Errichtung des Regiments erfolgte allerdings bereits im Jahr 1748. Durch Verfügung vom 15. September 1797 verlieh Herzog Friedrich Franz dem Erbprinzen Friedrich Ludwig das Regiment. Es führte ab diesem Zeitpunkt die Bezeichnung Infanterie-Regiment Erbprinz. Im Laufe seiner Bestehenszeit wurde das Regiment mehrfach neu formiert.

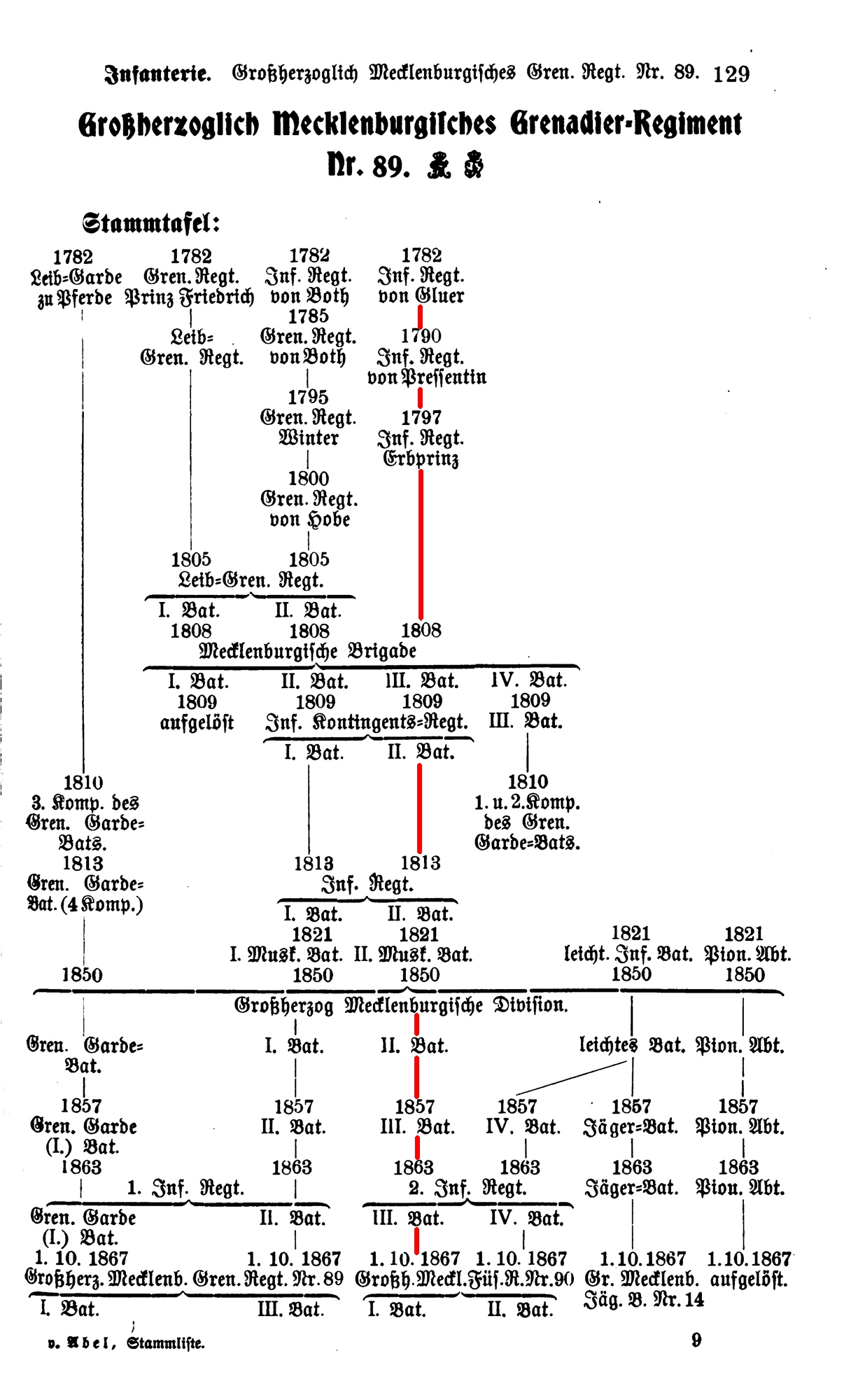
Stammtafel des Regiments

Das Infanterie-Regiment „von Gluer“ bildete den Stamm des „Großherzoglich Mecklenburgischen Füsilier-Regiments ‚Kaiser Wilhelm‘ Nr. 90“. Ab dem 30. Januar 1873 führte das Regiment die Bezeichnung „Großherzoglich Mecklenburgisches Füsilier-Regiment ‚Kaiser Wilhelm‘ Nr. 90“.

#### Formierungen 1748–1873
- 1748 – Errichtung Infanterie-Regiment „Jensen“
- 1754 – Infanterie-Regiment „Jung-Zülow“
- 1763 – Infanterie-Regiment „von Gluer“
- 1790 – Infanterie-Regiment „von Pressentin“
- 1797 – Infanterie-Regiment „Erbprinz“
- 1808 – Formierung zur Mecklenburgischen-Brigade
  - III. Bataillon
- 1809 – Formierung zur Infanterie-Kontingent-Brigade
  - II. Bataillon
- 1813 – Formierung zum Infanterie-Regiment
  - II. Bataillon
    - 1821 – II. Musketier Bataillon
- 1850 – Formierung zur Großherzog Mecklenburgischen Division
  - II. Bataillon
    - 1857 – III. Bataillon
- 1863 – Formierung zum 2. Infanterie-Regiment
  - III. Bataillon
- 1867 – am 1. Oktober Formierung zum Großherzoglich Mecklenburgischen Füsilier-Regiment Nr. 90
  - I. Bataillon

### Abtretungen und Aufstellungen

#### Aufstellung
Als Folge der Einführung der zweijährigen Dienstzeit für Mannschaften kam es ab 1893 zu einer deutlichen Erhöhung des Personalstandes.
Auf Grundlage der A.K.O. vom 11. August 1893 wurde die Formierung von IV. (Halb-)Bataillonen bei jedem Infanterie-Regiment befohlen, dies hatte bis zum 2. Oktober zu erfolgen. Auf diesen Befehl hin wurde auch im Füsilier-Regiment ein IV. (Halb-)Bataillon formiert.
Im Verlauf des Ersten Weltkrieges kam es dann zur mehrmaligen Umformierung und Erweiterung des Regiments. So wurde im Februar 1915 das Regiment um eine 13. und 14. Kompanie erweitert. Im darauffolgenden Jahr 1916 wurde jeweils im Juni und zum 1. Oktober das Regiment um eine 2. und 3. Maschinengewehr-Kompanie erweitert. Diese wurden dem II. und III. Bataillon zugeteilt. In der Rostocker Kaserne wurden im Verlauf des Krieges weitere Verbände formiert, so wurde im Oktober 1916 ein Bataillon für das Infanterie-Regiment 409 aufgestellt. Im darauffolgenden Januar 1917 erfolgte die Aufstellung eines weiteren Bataillons, welches folgend an das Infanterie-Regiment Nr. 463 abgegeben wurde. Insgesamt sechs Bataillone wurden im Verlauf des Weltkrieges in der Kaserne Ulmenstraße aufgestellt.
Die letzte Veränderung des eigenen Formationsverbandes erfolgte am 28. August 1918 mit der Aufstellung einer Minenwerfer-Kompanie.

#### Abtretungen
- An das 1. Rheinische Infanterie-Regiment Nr. 25 wurden am 30. März 1877 ein Unteroffizier und 5 Füsiliere zur Bildung eines Eisenbahn-Regiments abgegeben.
- Am 10. April 1881 erfolgte die Abgabe der 3. Kompanie an das neu gebildete Infanterie-Regiment Nr. 128 in Danzig. Die 3. Kompanie wurde zeitnah neu aufgestellt.
- Am 2. April 1887 erfolgte die Abgabe der 4. Kompanie an die 6. Kompanie des Infanterie-Regiments Nr. 137 in Hagenau. Die 4. Kompanie wurde zeitnah neu gebildet.
- Zum 1. April 1897 wird das 1893 gebildete IV. (Halb-)Bataillon an das Infanterie-Regiment Nr. 162 in Lübeck abgegeben.
- Am 13. Mai 1915 erfolgte die Abgabe der 13. und 14. Kompanie an das neu aufgestellte „Infanterie-Regiment Nr. 187“ abgegeben wurden.

### Standorte
- 1788–1797 Rostock

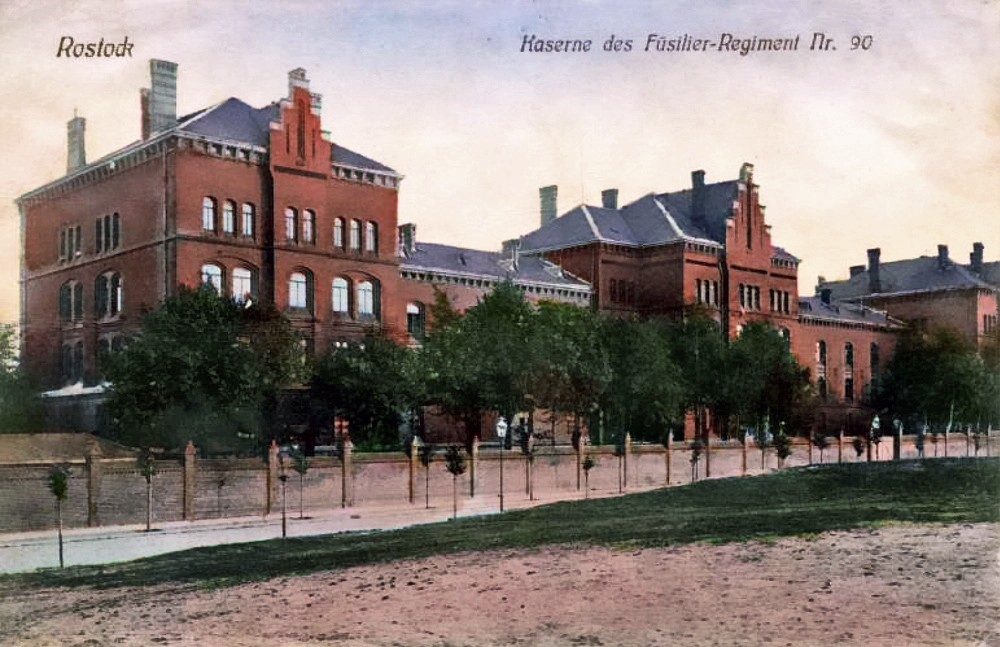
Rostock, Kaserne Ulmenstraße

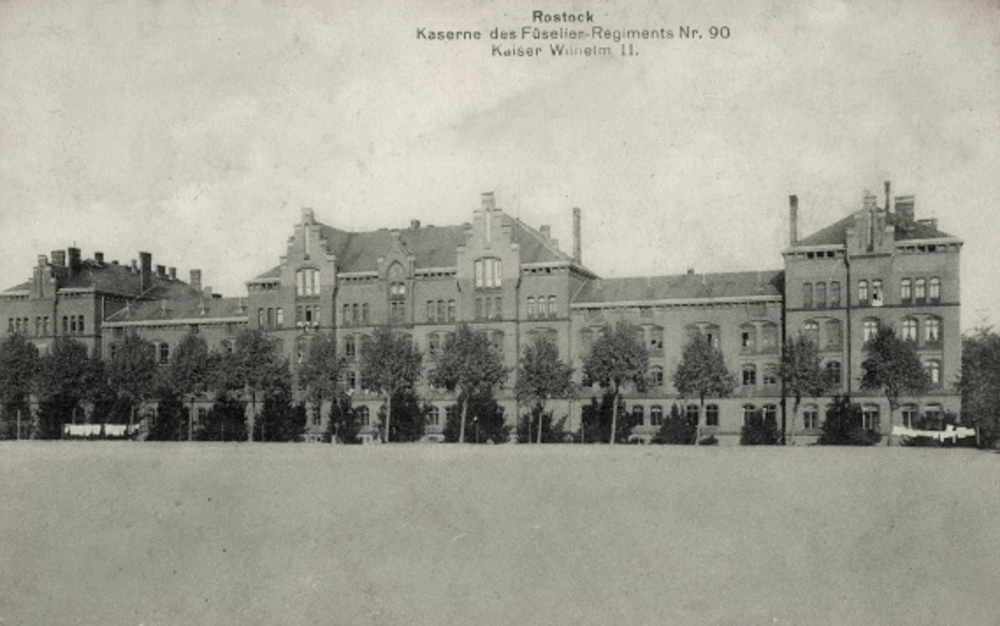
Blick vom Exerzierplatz auf das Rostocker Kasernement in der Ulmenstraße

- 1797–1806 Rostock, Waren und Penzlin
- 1808–1863 Rostock
  - 1857–1863 Schwerin (IV. Bataillon)
- 1863–1867 Schwerin
- 1867–1919 Rostock und Wismar

#### Garnison Wismar
- 1848 – Neubau eines Garnisons-Hospital in der Altwismarer Straße.
- 1857 – Neubau der Hauptwache am Markt.
- 1881 – Umbau Provianthaus zum Quartierhaus I. in der Mühlenstraße.
- 1882 – Umbau Provianthaus zum Quartierhaus II. in der Scheuerstraße Nr. 2.
- 1901 – Das Zeughaus in der Ulmenstraße wird zur Kaserne umgebaut.
- 1903 – Die Offizierspeiseanstalt wird in der Altwismarer Straße erbaut.

#### Garnison Rostock
- 1818 – vorhandenes Gebäude am Blücher-Platz wird zur Hauptwache umgebaut.
- 1878 – Neubau der Infanterie-Kaserne für die Rostocker Füsiliere in der Ulmenstraße.
- 1908 – Neubau MG-Kompanie-Kaserne Ecke Hansa-/Ulmenstraße.

Die Offizierspeiseanstalt der Garnison Rostock befand sich in der Wismarschen Straße.

## Einsatzgeschichte

### In Diensten der Niederlande
Im Januar 1788 hatten die preußischen Truppen nach Bekämpfung der Patrioten-Unruhen die Niederlande verlassen. So musste der wiedereingesetzte Erbstatthalter Prinz Wilhelm von Oranien die Dienste anderer fremder Truppen in Anspruch nehmen. Diese sollten den möglichen Aufruhr im Land unterbinden. Der Herzog Friedrich Franz zu Mecklenburg schloss daher ein Subsidientraktat mit dem wiedereingesetzten Erbstatthalter über drei Jahre, welches mehrfach verlängert wurde. Für diese Expedition wurden aus Mecklenburg 1000 Mann entsandt, hierunter das Regiment „von Gluer“. In Schwerin formierte sich das Subsidien-Corps, aus dem Musketier-Regiment unter Befehl von Generalmajor Dietrich von Gluer mit seinen zwei Bataillonen zu jeweils vier Kompanien und dem Grenadier-Regiment „von Both“ unter Kommando von Obrist Leopold Winter. Chef des Subsidien-Corps wird Generalmajor Dietrich von Gluer. Am 29. Juli marschierte das Corps Richtung Boizenburg. In Boizenburg erfolgte am 31. Juli die Einschiffung der Truppen auf Elbkähne, die dann Richtung Hamburg ablegten und am 4. August dort ankamen. Ab Hamburg sorgte die holländische Flotte für den Weitertransport der Truppen nach Herzogenbusch an der Maas, wo es am 31. August anlangte. Am 10. Dezember 1790 übernimmt der Obrist Otto Bernard von Pressentin das Kommando über das mecklenburgische Corps, nachdem Generalmajor von Gluer nach Mecklenburg zurückberufen wurde. Bis 1792 kam es zu keinen Kampfhandlungen. 1793 trat Holland dem Zusammenschluss der europäischen Mächte gegen Frankreich bei. Frankreich erklärte Holland daraufhin am 1. Februar 1793 den Krieg. 1793 schloss sich das mecklenburgische Corps vorübergehend dem preußischen Armeekorps an und beteiligte sich an der mehrwöchigen Belagerung von Breda. Ende Mai 1793 verlegt die Truppe nach Bergen op Zoom um die Forts am Scheldeufer zu besetzen. Von hier aus verlegte das Bataillon im September wieder nach Breda, der Einsatz an der Festung Breda dauerte bis Dezember an. Bis zum März folgte ein Aufenthalt in Bergen op Zoom, als die verbündeten Truppen zur Vorwärtsbewegung ansetzten, verließen auch die Mecklenburger die Stadt. Im März 1794 wird das Corps der Mecklenburger zusammen mit holländischen und österreichischen Truppen in die Festung Maastricht verlegt, um diese vor dem Feind zu verteidigen. Die Belagerung der Festung begann im September. Die Umstände und das schwere wochenlange Bombardement durch die französischen Truppen zwangen die Besatzung dazu, am 4. November zu kapitulieren. Der Besatzung wurde der ehrenvolle Abzug gewährt. Das mecklenburgische Corps legte vor den Toren von Maastricht die Waffen nieder. Es folgte die Verlegung nach Utrecht, hier nahm das Corps an der Niederschlagung eines Volksaufstandes teil, was zu Feindseligkeiten seitens der Bevölkerung führte. Anfang 1795 kam es unter den Musketieren der „Musketier-Bataillone“ wegen verspäteter Soldzahlungen zur Meuterei, als einer der Rädelsführer wird ein Musketier Hennemann benannt. Dieser wird auf Befehl des Majors v. Pressentin mit „40“ Stockschlägen bestraft. Oberst Winter war nach den Vorfällen bestrebt das „Grenadier-Bataillon“ von den „Musketier-Bataillonen“ räumlich zu trennen, um ein Übergreifen der Disziplinlosigkeit zu verhindern. Nach der Rückkehr des Korps sollten die Vorgänge innerhalb der Musketier-Bataillone als auch das Verhalten einiger Offiziere eine kriegsgerichtliche Untersuchung nach sich ziehen, einige der Offiziere werden mit Festungshaft in der Festung Dömitz abgeurteilt. Ende 1795 gelang es Herzog Friedrich Franz zu Mecklenburg endlich seine Truppen aus den holländischen Diensten freizubekommen. Am 2. Januar 1796 begann das Subsidienkorps den Rückmarsch in Richtung Mecklenburg. In Boizenburg trafen die ersten Offiziere am 16. Januar ein, mit der Zeit sammelte sich das Regiment. Die Einheiten begaben sich von hier aus wieder zu ihren jeweiligen Standorten.
Das Regiment wurde auf sechs Kompanien reduziert. Es blieben 21 Offiziere, 42 Unteroffizier, 6 Feldscherer, 18 Spielleute und 360 Gemeine in diesem Regiment formiert.

### Koalitionskriege und Befreiungskriege
Am 27. November 1806 besetzte das 8. französische Armeekorps unter dem Befehl des Generals Michaud das Herzogtum Mecklenburg-Schwerin, am Folgetag ging das Herzogtum in Besitz des französischen Kaisers über. Als Begründung wurden die Vorgänge des Jahres 1805 herangezogen, General Laval übernahm daraufhin am 13. Dezember die Amtsgeschäfte als Gouverneur. Herzog Friedrich Franz I. und seine Familie erhielten am 22. Dezember den Ausweisungsbefehl, sie begaben sich nach Hamburg-Altona, wo sie unter dänischem Schutz eine neue Heimstätte fanden. Auf russische Intervention hin, wurde Herzog Friedrich Franz I. bereits im Mai 1807 wiedereingesetzt. Der Herzog kehrte daher am 11. Juli nach Schwerin zurück, hier empfing ihn eine begeisterte Menschenmenge. Im folgenden November räumten General Laval und seine Truppen das Herzogtum. Doch bereits im Februar 1808 wurde das 67. französische Linienregiment zur Durchsetzung der Kontinentalsperre nach Mecklenburg gesandt, das Regiment bezog Quartier in Wismar. Während das Herzogtum Mecklenburg-Strelitz bereits am 18. Februar 1808 dem Rheinbund beitrat, folgte Mecklenburg-Schwerin am 22. März 1808 mit seiner Beitrittserklärung. Am 25. Februar 1809 erließ Herzog Friedrich Franz I. die „Patentverordnung wegen der Rekrutenaushebung“, um hiermit das erforderliche Rheinbundkontingent stellen zu können. Nachfolgend wurden das französische Militärrecht und die Organisationsstruktur des französischen Militärs eingeführt.

#### Kontinentalsperre
Napoleon verfügte eine wirtschaftliche Blockade Englands, die sogenannte Kontinentalsperre. Diese wurde ab dem 6. Dezember 1806 für das besetzte Mecklenburg verbindlich. Die Verantwortung für den Küstenschutz und die Durchsetzung der Sperre wurde am 23. Mai 1808 dem Mecklenburger Militär übertragen, das französische Militär zog sich daraufhin von dieser Aufgabe zurück. Die Küstenabschnitte wurden auf vier Kommandobereiche aufgeteilt. Über 1100 Mecklenburger Soldaten versahen an den Küsten ihren Wachdienst, zu diesen Truppen gehörte auch das III. Bataillon der „Mecklenburger Brigade“.
Kommandoabschnitte:
1. Wendorfer Befestigungsanlage, Küstenabschnitt Wismar bis Elmenhorst.
2. Fährdorfer Schanze, Insel Poel.
3. Küstenabschnitt West, Rostock bis Warnemünde, Befestigung Warnemünde und bei Meeschendorf.
4. Küstenabschnitt Ost, von Rostock bis Wustrow.

Im August 1810 wurden die mecklenburgischen Truppen dann erneut durch französische Regimenter unter Befehl von General d'Alton verstärkt, man zweifelte an der Loyalität der Mecklenburger.
Trotz weiterer Verstärkung des Truppenkontingents konnte die Sperre nie im vollen Umfang durchgesetzt werden.

#### Besetzung Schwedisch-Pommern
Zwischen Schweden und Frankreich herrschte im Jahr 1809 Kriegszustand. Dem Mecklenburger Truppenkontingent wurde befohlen, Schwedisch-Pommern zu besetzen, dieser Befehl erreichte die Truppen am 3. März. Aus dem II. und III. Bataillon formierte sich daher ein eigenständiges Regiment. Die Mannschaften des I. und IV. Bataillons (sofern dienstfähig) wurden in die beiden anderen Bataillone eingegliedert. Insgesamt 600 Mann konnten so bereitgestellt werden. Am 16. März erfolgte der Abmarsch, in ihrem Einsatzgebiet in und um Stralsund traf das Regiment am 18. März ein. Der Dienst im Besatzungsgebiet bestand im mehrstündigen Exerzieren in der Kaserne und der Ausbildung von Rekruten für den eigenen Mannschaftsbestand.

##### Schills Einmarsch

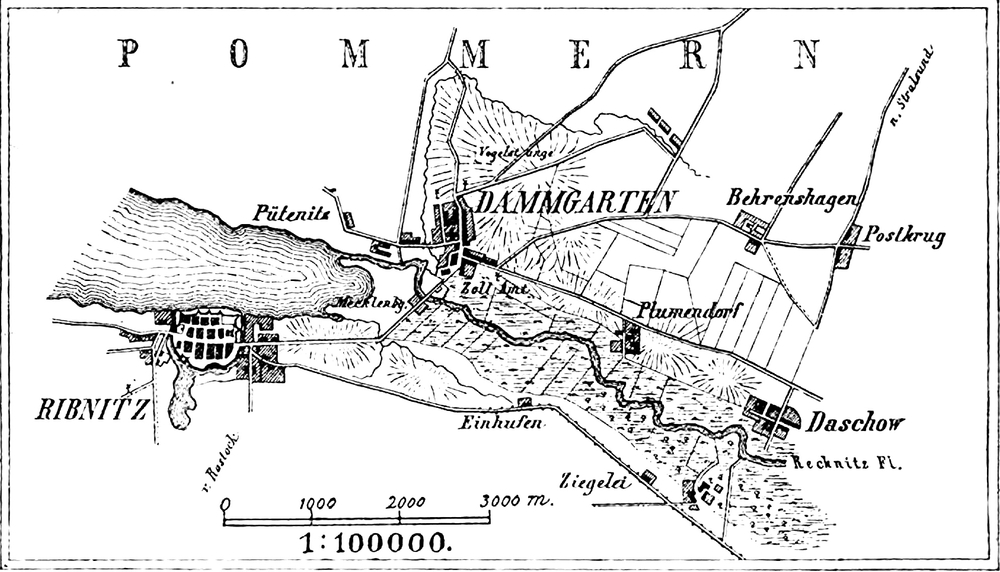
Das Gefechtgelände bei Damgarten, Gefecht mit dem Schill’schen Korps am 24. Mai 1809

Der eintönige Kasernendienst endete erst mit der Nachricht vom näherkommenden Schill’sche Korps. Ferdinand von Schill besaß unter den Mannschaften des Regiments zahlreiche Sympathisanten. Allerdings kam es zwischen den Mecklenburger Kompanien – die unter Befehl der französischen Generalität standen – und den Schill-Jägern am 24. Mai bei Damgarten zum Gefecht, um deren Weitermarsch auf Stralsund zu verhindern. Aus diesem mussten sich die Mecklenburger nach dem Verbrauch der letzten Munition zurückziehen, die Schill-Husaren setzten ihnen nach. Ein Teil der Mecklenburger flüchtete nach Nordosten. Schill konnte die Besatzung Stralsunds überrumpeln, allerdings konnten er und seine Truppen die Stadt nicht lange halten. Er fiel am 31. Mai 1809 im Straßenkampf, die Besatzung der Stadt übernahm der französische General Gratien. Nach Greifswald marschierten daraufhin die Reste des II. Bataillons um sich neu zu formieren. Nachdem dieses erledigt war, rückte das Bataillon wieder in Stralsund ein, wo auch das I. Bataillon des Kontingent-Regiments wieder eingetroffen war. In Folge des Friedensschlusses zwischen Schweden und Frankreich, kehrte das Kontingent-Regiment unter Befehl von General von Fallois im März 1810 nach Mecklenburg zurück. Hier wartete auf die Offiziere und Mannschaften wieder der Dienst im Küstenschutz zur Durchsetzung der Kontinentalsperre.

#### Feldzug gegen Russland 1812

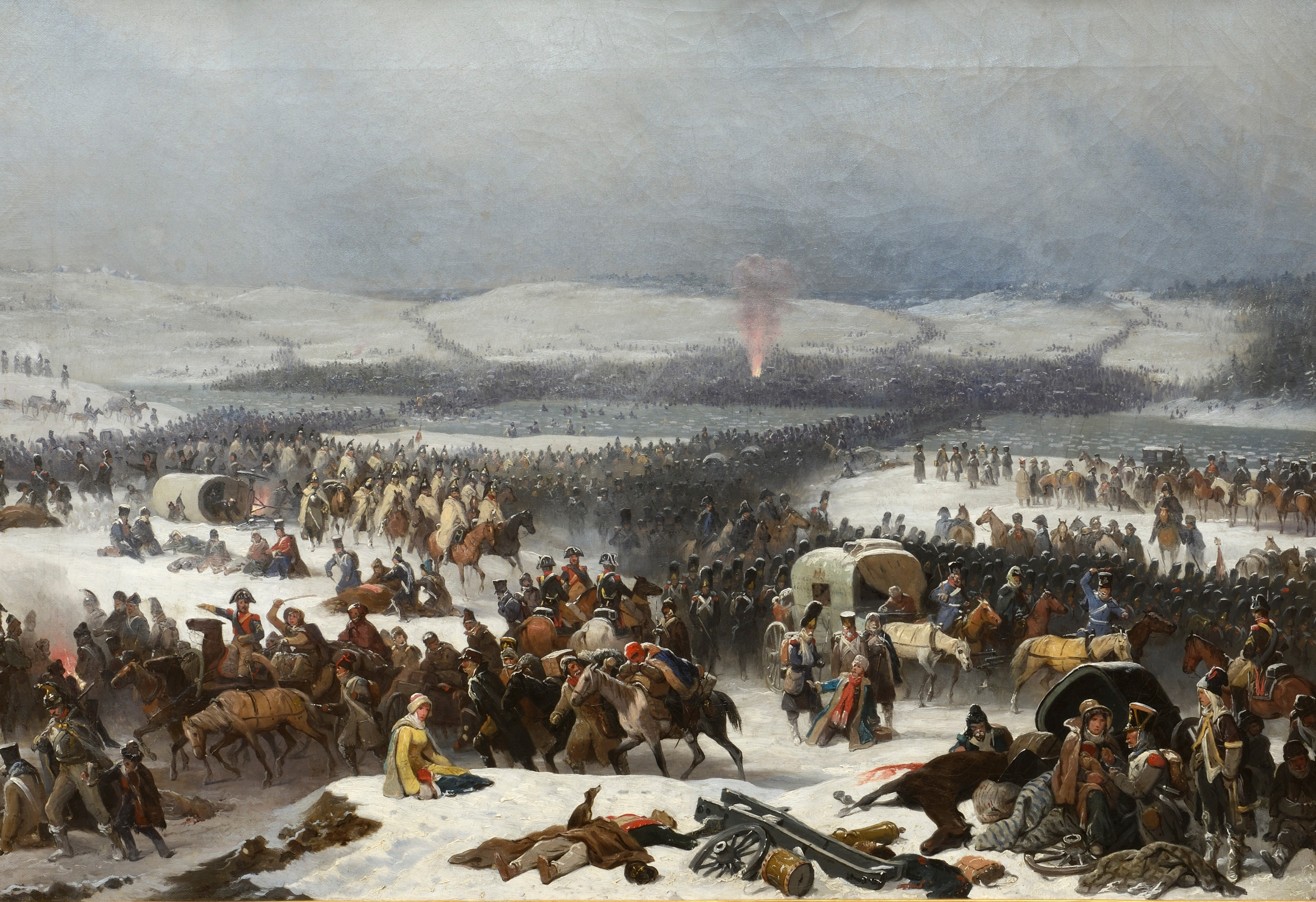
Übergang über die Beresina November 1812

Am 5. Februar 1812 erhielt die herzogliche Regierung die Order ihr Rheinbundkontingent in der Größe eines Infanterie-Regiments zum 15. Februar marschbereit zu halten. Durch die Kürze der Zeit war die Sollstärke jedoch nicht zu erreichen, sodass sich der Ausmarsch bis Anfang März verzögerte. Auch die Schüler der Rostocker Militärschule wurden in das Regiment eingegliedert. Beim Abmarsch blieben außerdem noch 180 Kranke am Standort zurück. Erschwerend kam hinzu, dass die Ausrüstung des Regiments mangelhaft war, das zeigte sich in aller Deutlichkeit in den Mängeln an der Bekleidung der Soldaten. Das Regiment zog nun unter Befehl des Generalmajors Joseph von Fallois (1766–1835) in Richtung Stettin. Hier stellte General Defaix bei einer Inspektion die mangelhafte Ausrüstung der Mecklenburger fest. Das Regiment wurde auf seinen Befehl hin nach Danzig in Marsch gesetzt, um die Ausrüstung zu vervollständigen. Nachdem dieses erfolgt war, ging es Richtung Königsberg. Auf dem Vormarsch wurde das Schweriner Regiment lediglich zur Transportbegleitung und zum Wachdienst eingesetzt. Bei der ersten Aufgabe für das Regiment handelte es sich um eine Eskorte für eine große Mehlladung, die nach Wilna transportiert werden sollte. Das Regiment überschritt am 25. Juni 1812 die russische Grenze. Die desolaten Umstände und die große Hitze führten beim Regiment zu zahlreichen krankheitsbedingten Ausfällen, in Wilna angekommen waren bereits 300 Tote aus den Reihen des Regiments zu beklagen. Beim Verlassen von Wilna Richtung Smolensk am 21. September fehlten weitere 500 Soldaten, diese waren entweder nicht mehr marschfähig oder durch Krankheiten verstorben. Smolensk wurde am 9. Oktober erreicht, die mecklenburgischen Truppen fanden eine niedergebrannte Stadt vor. Die Zerstörungen waren das Resultat der Schlacht vom 17. August. Am 13. Oktober wurde das Regiment als Eskorte für eine Kriegskasse eingesetzt, diese sollte von Smolensk nach Dorogorbusch transportiert werden. Am 18. Oktober gelangt die Kriegskasse an ihren Zielort. Generalmajor Joseph von Fallois verließ am 23. Oktober das Regiment unter dem Vorwand der schlechten Ausrüstung und der schlechten Mannschaften, was einer Desertation gleichkam. Das Kommando übernahm Major von Moltke, welcher im weiteren Verlauf des Feldzuges an den widrigen Umständen und den daraus folgenden Strapazen verstarb. Ein Detachement von 150 Soldaten unter Befehl von Hauptmann von Berg ging aus einem Gefecht in der Nähe von Jelnia gegen russische Truppen am 25. Oktober siegreich hervor. Eine von Hauptmann von Spitznaß befehligte Abteilung begleitete einen Verwundeten-Transport, als diese Abteilung die Beresina erreichte herrschten bereits −18 Grad Kälte. Diese Abteilung hatte hier Feindberührung, das Gefecht führte zu hohen Verlusten auf Seiten der Mecklenburger. Die Kälte forderte auch von dieser Abteilung ihren Tribut. Als die Abteilung wieder in Wilna angelangte, waren von ehemals 180 Mann nur noch 2 Leutnants und 8 Soldaten am Leben. Das Regiment bzw. dessen Hauptteil in Dorogobusch hatte am 4. November nur noch eine Gesamtstärke von 300 Mann. Es folgte der Rückzug, mangelhafte Kleidung und Ernährung forderten in der eisigen Kälte weitere Opfer. Im Zusammenwirken mit der polnischen Legion Dombrowski konnte am 21. November der russische Brückenkopf bei Borisow erstürmt werden. Am 27. und 29. November wurde die vereiste Beresina überquert, die chaotischen Zustände und das Winterwetter sorgten für weitere Verluste in den Reihen des Regiments. Am 16. Dezember gelangten 35 Mann nach Königsberg, die Verluste an Menschenleben waren verheerend. Ende Januar 1813 gelangten die Überlebenden wieder nach Mecklenburg. Am 1. Februar zogen die Reste der Mecklenburgischen Kontingenttruppen wieder in Rostock ein.

##### Einsätze Schweriner-Kontingent 1812

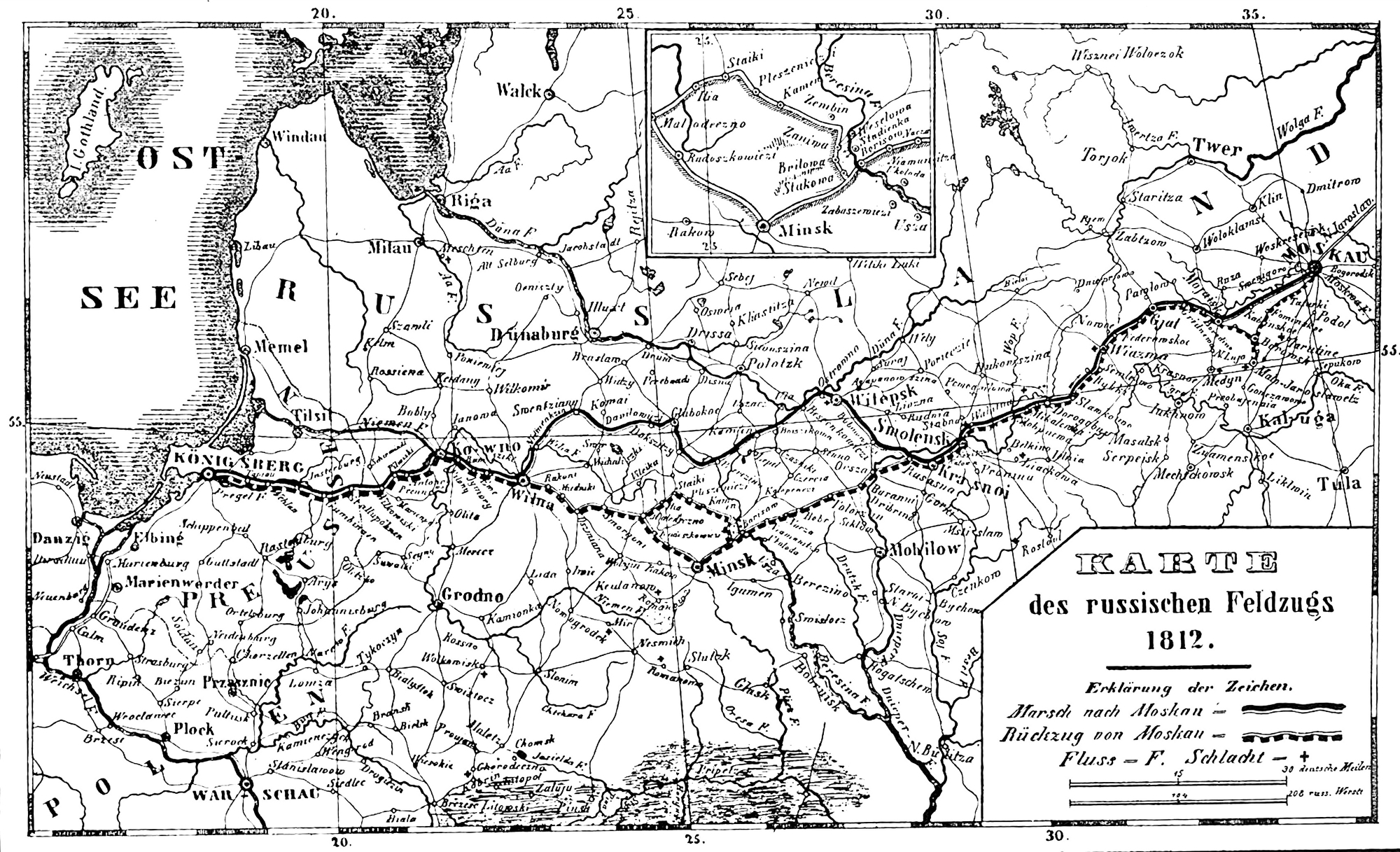
Karte 1812 Russland-Feldzug

(Quelle: Die Mecklenburger 1812 im russischen Feldzuge)

###### Juni
- 14. Juni – Ankunft Königsberg
- 16. Juni – Begleitung Mehltransport nach Kowno
- 20. Juni – das II. Bataillon Ankunft Gumbinnen
- 24. Juni – Übergang des I. Bataillons und des Regimentsstabes über den Niemen
- 25. Juni – Ankunft II. Bataillon in Kowno
- 26. Juni – II. Bataillon Begleitung Mehltransport nach Wilna

###### Juli
- 04. Juli – II. Bataillon Ankunft in Wilna
- 13. Juli – Ankunft des I. Bataillons in Wilna
- 26. Juli – Teilnahme an Parade in Wilna

###### August
- 11. August – die „2. Musketier-Kompanie von Lützow“ muss Todesurteile durch Erschießen an zwei Franzosen und zwei Portugiesen vollstrecken

###### September
- 03. September – das Regiment wird dem 9. Armeekorps unter Marshall Victor unterstellt
- 07. September – Schlacht bei Borodino
- 21. September – das Regiment bricht Richtung Minsk auf
- 27. September – Aufbruch von Minsk Richtung Borissow
- 29. September – Übergang über die Beresina und Ankunft in Borissow

###### Oktober
- 04. Oktober – das Regiment passiert den Dnjepr
- 09. Oktober – Ankunft in Smolensk
- 18. Oktober – Ankunft in Dorogobusch
- 24. Oktober – „Detachements des Hauptmanns von Berg“, Eskorte für General Baraguay d'Hilliers nach Jelnia
- 25. Oktober – „Abteilung von Berg“ Ankunft in Jelnia
- 26. Oktober – Nachtgefecht der „Abteilung von Berg“
- 28. Oktober – Rückkehr des „Detachements von Berg“ nach Dorogobusch
- 31. Oktober – Hauptmann von Spitznaas, Begleitung Verwundetentransport nach Smolensk

###### November
- 04. November – Regiment erhält Befehl zur Nachhut unter Marshall Ney zu treten
- 07. November – die Mecklenburger erhalten Befehl eine Dnjepr Brücke zu halten
- 09. November – Gefechte mit russischen Truppen, Leutnant von Suckow gerät dabei in Gefangenschaft
- 14. November – das Regiment rückt in Smolensk ein
- 16. u. 17. November – Nachtüberfall der Russen auf das Biwak der Mecklenburger
- 17. November – Einsatz der Mecklenburger zur Deckung der Artillerie im Gefecht bei Krasnoi
- 20. November – Eskorte für die Bagage des Prinzen zu Eckmühl, Abwehr von Angriffen der Russen
- 23. November – Gefecht bei Borisow, „Abteilung von Spitznaas“ beteiligt sich an dem Gefecht
- 25. November – „Detachement von Spitznaas“, Stellung der Ehrenwache für Napoleon
- 26. November – „Abteilung von Spitznaas“ in Begleitung der Gefangenenkolonne die von Smolensk aus zu begleiten war. Beginn des Brückenschlags über die Beresina. Marsch Richtung Wilna.
- 27. November – Übergang über die Beresina, Angriff russischer Truppen an beiden Ufern

###### Dezember
- 05. Dezember – Ankunft in Wilna
- 10. Dezember – Das Regiment verlässt Wilna, Regimentstärke bei nur noch 90 Mann
- 12. Dezember – Übertritt über den Niemen, erreichen der Ostgrenze

##### Verluste
- Offiziere: 25 Tote
- Mannschaften: 1563 Tote

#### Austritt aus dem Rheinbund
Am 14. März rückte der russische Oberst von Tettenborn mit seinem Korps in Ludwigslust ein, er übergab Herzog Friedrich Franz I. im Namen des Zaren Alexander I. die Aufforderung sich dem Kampf gegen die Franzosen anzuschließen.
Herzog Friedrich Franz I. sagte sich als erster Rheinbundfürst am 25. März von Napoleon los und trat an die Seite Russlands und Preußens. Am selben Tag erließ er einen Aufruf zur Aufstellung freiwilliger Jägerkorps, welche ihre Basis auf freiwillige Spenden von Material und Geld gründen sollten. Güstrow wurde zum Zentrum der Aufstellung dieser Freiwilligenverbände.

#### Befreiungskriege 1813–15

##### 1813–1814

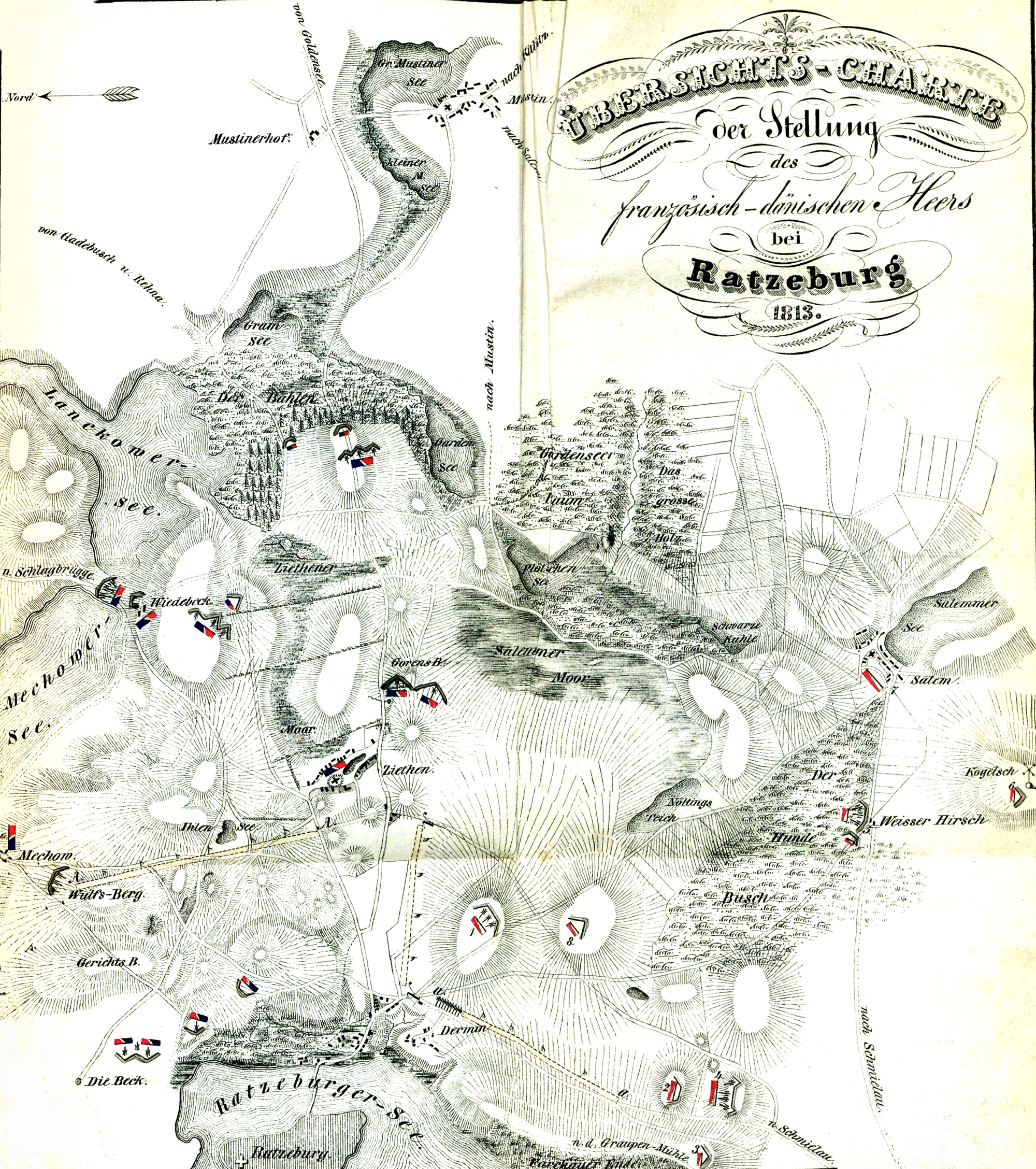
1813, Rückzugsraum der französischen und dänischen Truppen um Ratzeburg

Die regulären Truppen und die Freiwilligenverbände aus Mecklenburg-Schwerin nahmen vorrangig an militärischen Operationen in Norddeutschland teil. Während das von Herzog Carl zu Mecklenburg-Strelitz errichtete freiwillige Husarenregiment (C-Husaren) auch an den Feldzügen in Schlesien und in Sachsen beteiligt war.
Das Regiment trug ab März 1813 die Bezeichnung „Infanterie-Regiment“, es formierte sich in zwei Bataillone mit jeweils 4. Kompanien. Das II. Bataillon bildete später den Stamm für das Füsilierregiment. Zum Kommandeur des Regiments wurde Oberst von Pressentin ernannt, das II. Bataillon stand unter Befehl von Oberst von Kamptz. Im Zuge der Neuaufstellung wurde mit der Einführung der britischen Muskete als Bewaffnung begonnen.
Das Regiment wurde in die mecklenburgische Brigade eingegliedert, diese stand unter dem Befehl des russischen Generals von Wallmoden. Seine Truppen hatten die Aufgabe gegen die Franzosen an der Unterelbe vorzugehen. Das mecklenburgische Infanterie-Regiment stieß in der Mitte des Monats Mai 1813 zu den Alliierten Verbänden ins Boizenburger Umland. Bei Boizenburg bezog das Regiment seine erste Stellung. Aus dieser Position rückte es in Richtung Hamburg vor. Am 27. Mai verlegte das II. Bataillon nach Allermöhe bei Bollwerder in der Nähe von Hamburg. Tettenborn musste am 28. Mai Hamburg räumen, der französische Marschall Davout besetzte daraufhin mit seinen und dänischen Truppen die Stadt. Die französischen Truppen wollten dem abziehenden Tettenbornschen Korps nachsetzen. An der Elbe bei Ochsenwerder, kam es zwischen dem II. Bataillon, Dessauer Jägern und den französischen Truppen zum Gefecht an der Nettelnburger Schleuse. Das Bataillon und die Jäger konnte den strategisch wichtigen Punkt behaupten und die Franzosen an einem Übergang hindern. Es erlitt Verluste von insgesamt 30 Mann, auch der Kommandeur des II. Bataillons Oberst Kamptz hatte Verwundungen davongetragen.
Am 5. Juni trat ein ausgehandelter Waffenstillstand in Kraft, das Regiment kehrte daraufhin vorläufig nach Mecklenburg zurück. Kronprinz Bernadotte von Schweden erhielt den Oberbefehl über die Alliierten Truppen der Nordarmee übertragen.
Die mecklenburgischen Truppen wurden der Division des Generals Eberhard von Vegesack unterstellt. Der Kronprinz veranlasste das die Mecklenburger Brigade um 650 Mann verstärkt wurde. Den Kompanien teilte man jeweils 30 Mann als Verstärkung zu. Die Division des Generals von Vegesack bestand aus 3 Mecklenburger Bataillonen, 1 Jäger-Bataillon, 4 Eskadronen Jäger zu Pferde und 2 Eskadronen Frei-Husaren von Schill. Zusammen standen 5395 Mann unter Waffen, dazu kamen zwölf Geschütze.
Nach Beendigung des Waffenstillstandes am 17. August kam es erneut zu Kämpfen. In der Folge wurde Schwerin von den Franzosen besetzt. Von der Mecklenburger Brigade waren in dieser Zeit nur die Jäger am Kampfgeschehen beteiligt. Im Verlauf des Septembers zogen sich die Franzosen und Dänen in das Umland von Ratzeburg zurück. In diesem Zeitraum kam es zu mehrfachen Frontverschiebungen und Scharmützeln an der Mecklenburger Westgrenze. Als Folge der Schlacht von Leipzig räumten Franzosen und Dänen weite Teile Norddeutschlands. Die Alliierten setzen ihnen nach, es kam zu kleineren Gefechten. Am 15. Dezember wurde Waffenstillstand geschlossen, die Mecklenburger Brigade rückten unmittelbar nach dessen Abschluss in Lübeck ein. Hier blieben die Mecklenburger bis zum 2. Februar 1814. Dann wurde der Marsch Richtung Frankreich befohlen, zu diesem Zeitpunkt übernahm der Erbprinz Friedrich Ludwig den Oberbefehl über die mecklenburgische Brigade. Es folgte der Abmarsch Richtung Jülich, die Brigade überschritt den Rhein am 6. März. In Jülich löste die Mecklenburger Brigade das Lützowsche Korps in der Belagerung der Stadt ab. Die Stadt war zu diesem Zeitpunkt von Schweizern und Franzosen besetzt. Die Belagerten wagten einen Ausbruchsversuch, welcher nach einem kurzen aber heftigen Gefecht unterbunden wurde. Am 28. April wurde die Mecklenburger Brigade abgelöst. Vom Quartier in Breviers aus begann am 7. Juni der Rückmarsch nach Mecklenburg. Am 11. Juli 1814 hielt die Mecklenburger Brigade mit dem Infanterie-Regiment feierlichen Einzug in Schwerin. Das Infanterie-Regiment wurde auf mehrere Städte verteilt. Das I. Bataillon marschierte nach Wismar, eine Kompanie des Bataillons wurde nach Bützow verlegt. Die 3. Kompanien des II. Bataillon verblieben in Rostock, die 4. Kompanie verlegte man nach Güstrow.

##### 1815
Nachdem Napoleon wieder in Frankreich an die Macht gelangte, befahl der Herzog am 2. April 1815 die Mobilmachung der Linientruppen und die Errichtung von Landwehr-Bataillonen. Am 6. Juni rückte das I. Bataillon aus Rostock ab, um sich in Bützow mit seiner 4. Kompanie zu vereinigen. Oberst von Both kommandierte das Regiment, während der Erbgroßherzog das Kommando über die Brigade übernahm. Mit dem II. Bataillon zusammen hatte die Brigade eine Stärke von 3122 Mann und 113 Offizieren. Die Marschrichtung war Köln, hier wurden die Mecklenburger in die Division Hessen-Homburg eingegliedert. Hauptaufgabe des Verbandes war die Belagerung von Festungen, zunächst erfolgte der Einschluss der Festung Montmedy. Kurz darauf wird die Brigade geteilt, die eine Hälfte unter Befehl des Erbgroßherzoges wurde als 1. Division bezeichnet. Diese nahm Beobachtungsstellung bei den Festungen Metz und Thionville ein. Die andere Hälfte der Brigade – jetzt als 2. Division bezeichnet – stieß zum Belagerungskorps Longwy. Acht Tage nach dem Eintreffen des mecklenburgischen Verbandes kapitulierte die Festung Longwy. In der Schlacht von Waterloo wurde Napoleons Macht endgültig gebrochen. Die kriegerischen Handlungen wurden eingestellt. Am 3. November kam der Befehl zum Rückmarsch, bei Lenzen überquerte die Brigade bei schwierigen Eisverhältnissen die Elbe. Der Großherzog ließ am 12. Dezember in Ludwigslust eine Parade abhalten. Auf seine Order traten die zwei Infanterie-Bataillone wieder zu einem Regiment zusammen. Am 17. Dezember 1815 kehrten die Truppen in die Garnisonsstadt Rostock zurück.

### Schleswig-Holsteinische Erhebung 1848
Im Jahr 1848 kam es zur militärischen Auseinandersetzung der Herzogtümer Schleswig und Holstein und des Deutschen Bundes mit dem Königreich Dänemark, der sogenannten Schleswig-Holsteinischen Erhebung. Die mecklenburgischen Truppen waren im X. Bundeskorps eingegliedert. Im April 1848 erfolgte die Mobilmachung einer Halbbrigade, in die auch das II. Musketier-Bataillon unter Befehl von Oberstleutnant Otto von Raven II. eingegliedert wurde. Das II. Bataillon setzte sich am 9. April in Richtung Schwerin in Bewegung, wo es am 12. April anlangte. Hier übernahm Oberstleutnant Otto von Raven II. das Kommando über die Halbbrigade. Major Quistorp übernahm vorübergehend den Befehl über das II. Bataillon. Die mecklenburgische Brigade setzte sich am 14. April Richtung Segeberg in Bewegung, dort angelangt erfolgte der Weitertransport per Bahn nach Rendsburg. Hier traf der Verband am 20. April ein. Die mecklenburgischen Truppen schlossen sich mit den oldenburgischen Einheiten zu einer Brigade zusammen. Am 27. April wird die 2., 3. und 4. Kompanie nach Satrup, die 1. Kompanie nach Schloß Reventlow verlegt, es schloss sich Vorpostendienst entlang des Küstenabschnittes an. In der Zeit vom 12. bis 14. Mai biwakierte das Bataillon in den Düppeler Bergen bzw. lag dieses im Quartier in Nübel. In der Zeit konnte man die offensiven Truppenbewegungen der Dänen beobachten. Am 16. Mai gelang es den Dänen unter Feuerschutz ihrer Kriegsschiffe erneut einen Brückenkopf auf dem Festland zu errichten. Das II. Bataillon der Brigade hatte zu diesem Zeitpunkt die Vorposten auf den Düppeler Höhen besetzt nebst vorgeschobenen Feldwachen in Richtung Sonderburg. In Folge der Kampfhandlungen musste die 2. Kompanie zunächst zurückweichen, die Kompanie konnte jedoch das Kampfgeschehen zu seinen Gunsten wenden. Die 1. und 4. Kompanie hatten ebenfalls Feindberührung, im Verlauf des Kampfes konnten diese die dänischen Angreifer bis in den Wirkungsbereich der Schiffsartillerie der dänischen Kriegsschiffe zurückdrängen. Das II. Bataillon blieb nach dem Gefecht in und um Nübel in Stellung. Am 28. Mai standen die 1. und 4. Kompanie des II. Bataillons mit zwei Geschützen auf Vorposten bei den Sonderburger Höhen. Zwei oldenburgische Kompanien bildeten die Reserve. In der Mittagszeit stießen die Dänen bei Nübel aus dem Brückenkopf vor, die 1. und 4. Kompanie mussten zurückweichen. Im Zusammenwirken mit den oldenburgischen Kompanien konnten sich die mecklenburgischen Kompanien gegen den überzähligen Angreifer mehrere Stunden lang behaupten. Hier ist zu bemerken das die oldenburgischen Kompanien mittels Bajonettangriff den Gegner zum Stehen brachten. Trotz weiterer Verstärkungen mussten sie sich zurückziehen. Das II. mecklenburgische Bataillon und die Grenadiere wurden von den dänischen Truppen und deren Kanonenbooten unter schweres Feuer genommen. Erst in der Nacht endete der Kampf in diesem Bereich. Am 5. Juni wurde seitens der deutschen Truppen ein Überraschungsangriff gestartet, das mecklenburgische Bataillon beteiligte sich als Reserve. Im weiteren Verlaufe des Feldzuges war das Bataillon an keinen weiteren Kampfhandlungen beteiligt, bis Anfang September fiel dem Bataillon die Aufgabe des Vorpostendienstes zu.
Der Rückmarsch wurde am 3. September angetreten, am 23. September traf das Bataillon in Rostock ein.

#### Verluste des II. Bataillons
- Unteroffiziere: 1 Toter
- Mannschaften: 6 Tote

### Einsätze im Landesinneren 1848

#### Unruhen in Torgelow und Waren
1821 formierte sich das „leichte Infanterie-Bataillon“, das Bataillon gehörte zu den Stämmen des später formierten „Füsilier-Regiments ‚Kaiser Wilhelm‘ Nr. 90“ bzw. des II. Bataillons.
Im Jahr 1848 kommt es in vielen Teilen des Landes zu Unruhen, besonders prekär entwickelte sich die Situation in Waren und in Torgelow. Aufgebrachte Tagelöhner, die unter ihrer Armut litten, versuchten mit Forken und Sensen bewaffnet ihre Lebenssituation zu verbessern. Gegen die bis zu 3000 Aufständischen werden 500 Soldaten zum Einsatz gebracht, welche unter Befehl von Oberstleutnant Ehrenreich von Nußbaum standen, dem Kommandeur des „leichten Infanterie-Bataillons“. Es kommt zu gewaltsamen Auseinandersetzungen, ein Tagelöhner wird getötet und 18 teilweise schwer verletzt. 42 Tagelöhner werden verhaftet, in den folgenden Sommermonaten kommt es in Mecklenburg zu weiteren kleineren Auseinandersetzungen.

#### In Lübeck
Die Freie und Hansestadt Lübeck bittet im Oktober 1848 das Großherzogtum Mecklenburg-Schwerin um militärische Unterstützung. Das Jahr 1848 verlief in Lübeck verhältnismäßig ruhig. Am 8. April beschloss der Rat und die Bürgerschaft der Stadt Lübeck eine neue Verfassung, so änderte sich die bisher gültige Verfassungsgrundlage von 1669. Der 9. Oktober 1848 sollte diese Ruhe allerdings vorläufig beenden, es kam zur gewalttätigen Demonstration. Verfechter des ständischen Wahlrechtes drangen in den Sitzungssaal der neugewählten Lübeckischen Bürgerschaft ein, sie versuchten zu erzwingen, dass sich die Mehrheit gegen das allgemeine Wahlrecht entscheidet. Mitte Oktober wird Oberstleutnant Ehrenreich von Nußbaum mit einem Kontingent von 500 Mann nach Lübeck gesendet, die mecklenburgischen Truppen bleiben „zur Aufrechterhaltung der Sicherheit u. Ordnung“ bis zum Ende des Jahres in der Hansestadt.

### Deutscher Krieg 1866
Nachdem sich Mecklenburg auf die Seite Preußens gestellt hatte, erließ Großherzog Friedrich Franz II. am 21. Juni den Befehl zur Mobilmachung. Mecklenburg hatte per Vertrag mit Preußen die Besoldung und Ausrüstung zu tragen bzw. bereitzustellen, Preußen seinerseits trug die Verpflegung, Einquartierung und den Transport der Truppen.
Die mecklenburgischen Truppen wurden in das II. Reserve-Armeekorps eingegliedert. Das Regiment verlegte daraufhin per Eisenbahn nach Leipzig, hier übernahm der Großherzog den Oberbefehl über das II. Reserve-Armeekorps. Der mecklenburgische Verband und das IV. Bataillon des preußischen Garde-Regiments bildeten die 1. Division. Am 20. Juli setzten sich die Mecklenburger in Richtung bayerische Grenze in Bewegung, diese wurde am 22. Juli überschritten. In der Nähe des Ortes Hof vereinigten sie sich mit dem IV. Bataillon des preußischen Garde-Regiments.
Das III. Bataillon ging mit einem Zug mecklenburgischer Dragoner gegen Müncheberg vor, welches aber von den bayerischen Verbänden aufgegeben wurde. Richtung Oberkotzau stieß das IV. Bataillon vor, welches aber gleichfalls verlassen war. Der Vormarsch ging weiter bis Bayreuth, am 28. Juli wird die Stadt von den mecklenburgischen Truppen besetzt.
Der Verband stieß am 29. Juli weiter über Emtmannsberg nach Seybothenreuth vor. Hier stießen die 1. und 3. Eskadron der Dragoner auf ein Bataillon des bayerischen Leibgarde-Regiments, nach kurzem Scharmützel wurden die Angehörigen des Leibgarde-Regiments größtenteils gefangen genommen. Hinter Seybothenreuth besetzten die zurückweichenden feindlichen Kompanien einen bewaldeten Hang. Auch hier folgte ein kurzes intensives Feuergefecht zwischen den bayerischen und mecklenburgischen Truppen, welches die Mecklenburger für sich entscheiden konnten, die gegnerischen Soldaten wurden gestellt und gefangen genommen. Das III. Bataillon erlitt in diesem Gefecht keine Verluste. Nach dem Kampfgeschehen bezog das III. und IV. Bataillon Quartier in Bayreuth.
Die mecklenburgischen Truppen erhielten Befehl, einen möglichst großen Bereich Bayerns zu besetzen. Der Vormarsch setzte sich Richtung Erlangen und Nürnberg fort. Erlangen wurde von der 3. und 4. Kompanie des 4. Bataillons besetzt, Nürnberg durch das III. Bataillon und den Kompanien 1. und 2. des IV. Bataillons. Die 2. Division traf am 1. August in Nürnberg ein, so dass das gesamte II. Reserve-Korps in Nürnberg vereinigt war. Am nächsten Tag trat die Waffenruhe in Kraft, der Waffenstillstand folgte am 22. August 1866.
Der Rückmarsch erfolgte zwischen dem 1. und 7. September, am 8. September fand der Einzug des mecklenburgischen Verbandes in Schwerin statt. Den Teilnehmern am Feldzug wird eine Kriegsdenkmünze am schwarz-weiß-goldenen Bande verliehen.

### Deutsch-Französischer Krieg

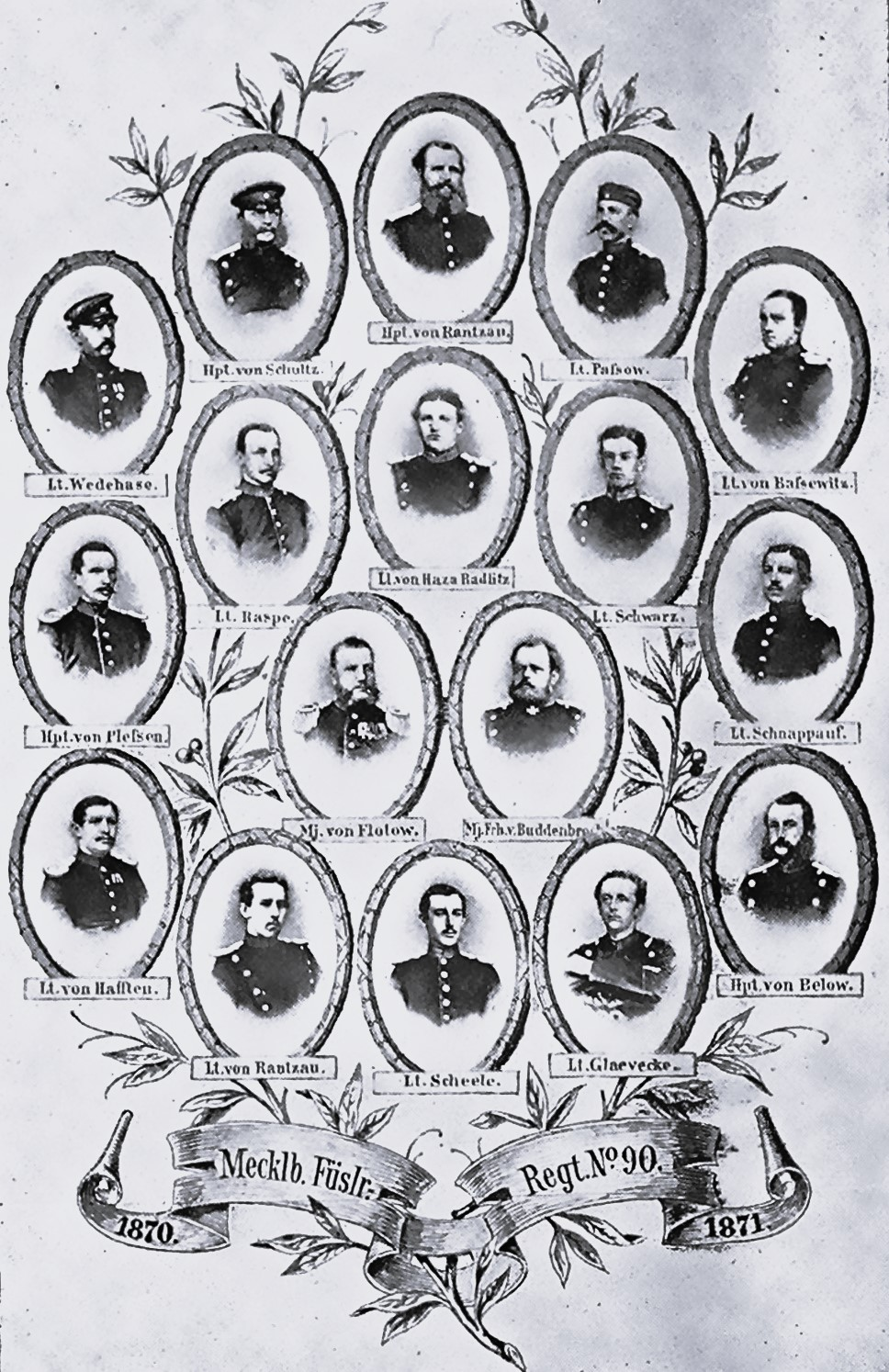
Gedenkblatt für die 1870/71 gefallenen Offiziere des Füsilier-Regiment Nr. 90

Die Mobilmachung erfolgte am 16. Juli 1870, am 25. Juli meldete das Regiment Marschbereitschaft. Die 17. Division schied aus dem IX. Armeekorps aus und wurde dem Generalkommando der mobilen Truppen im Bereich des I., II., IX. und X. Armeekorps zugeteilt. Am 26. Juli rückte das Regiment Richtung Hamburg ab, um dort die Aufgabe des Küstenschutzes zu erfüllen. Am 24. August erhielt das Regiment Befehl, die Einschließungstruppen vor Metz zu verstärken, diese standen unter dem Befehl von General von Steinmetz und seiner I. Armee. Die 17. Infanterie-Division und die 2. Landwehr-Division wurden zu einem Korps unter Befehl des Großherzoges zu Mecklenburg vereinigt. Am 3. September bezog das Regiment südlich von Metz ein Biwak. In der Folge erhielt das Regiment Befehl, sich an der Belagerung von Toul zu beteiligen. Nach 11-tägiger Belagerung wird unter dem Kommando des Großherzoges Friedrich Franz II. die Kapitulation der französischen Besatzung erzwungen, die über 2300 französischen Soldaten gehen in Gefangenschaft. Über 30.000 Handfeuerwaffen und 73 Geschütze erbeuteten die mecklenburgischen Truppen. Dieser Einsatz zog die ersten Verluste in der 3. Kompanie nach sich.
Am Vortag der Schlacht von Orléans zeichnete sich das Regiment mit seinen als Avantgarde eingesetzten I. und III. Bataillon für das Vorgehen gegen die Ortschaft Lumeau verantwortlich, hier konnten sie die gegnerischen Truppen zurückdrängen und verfolgen. Als an dieser Stelle keine weitere Gefahr zu erkennen war, erfolgte der Marsch zur Ortschaft Loigny. An dieser Stelle entwickelte sich ein hartnäckiges Gefecht, welches im erbitterten Häuserkampf mündete. Pioniere wurden eingesetzt um Durchgänge zu schlagen, um von Haus zu Haus vorzudringen zu können. Die Kompanien, welche von den gegnerischen Schützen ins Kreuzfeuer genommen wurden, erlitten schwerste Verluste, das Vordringen war daher nur unter größten Schwierigkeiten möglich. Im Verlauf des Gefechts kam es zum französischen Gegenstoß auf Loigny, nach dem Heranführen der Bataillone des Regiments Nr. 75 konnte die Stellung gehalten werden. Nach diesem schweren Gefecht biwakierte das Regiment in Fouegou, Loigny und Villours.
Am nächsten Morgen den 3. Dezember bezog die 17. Division Stellung bei der Ferme d'Auneux (Lumeau), um 10.00 Uhr erfolgte der Befehl zum Vormarsch auf Marville (Sougy). Von hier aus sollte der Marsch weiter Richtung Ferme Chameul (Chevilly) erfolgen, in Höhe von Bourgency ließ der Kommandeur den Weitermarsch in Gefechtsformation befehligen. Das III. Bataillon erhielt Befehl gegen die Ferme les Francs (Chevilly) vorzugehen. Das I. Bataillon konnte nach den Verlusten des Vortages nur noch eine Kompanie stellen und war daher an diesem Tage nicht im Verband im Einsatz, sie hielt sich hinter der Ferme Chameul auf. Das III. Bataillon drang gemäß seinem Auftrag in Richtung der Ferme les Francs vor, unmittelbar vor dem Ziel wurde das Bataillon mit schweren feindlichen Kräften konfrontiert. Im Zuge der Dunkelheit zog sich die französische Besatzung allerdings aus dieser Stellung zurück, so dass das III. Bataillon diesem nachsetzen konnte. In der Folge wurde am Abend des 3. Dezember das Château de Chevilly kampflos genommen.
Am 4. Dezember wird das I. Bataillon zur Deckung der eingesetzten Artillerie des IX. Armeekorps herangezogen, welches den Angriff auf Cercottes ausführte. Um 10.30 Uhr erhält die 17. Division den Befehl weiter nach Orléans vorzugehen. In Höhe des Waldes von la Borde kam es zum Feuergefecht und zum Beschuss durch feindliche Artillerie. Dieses Gelände war sehr unübersichtlich, selbst für die Infanterie schwer zu nehmen. Der weitere Vormarsch wurde über die Straße Châteaudun-Orléans in Richtung Orléans befohlen. Östlich der Straße Chateaudun-Orléans setzten französische Verbände zum Gegenangriff an. Oberst von Manteuffel befahl dem III. Bataillon den Angriff auf die linke Flanke des vordringenden Feindes. Das Bataillon ging zum Angriff über, der überraschte feindliche Verband zog sich Richtung Orléans zurück. Bei Saint-Jean-de-la-Ruelle stieß die Avantgarde mit dem III. Bataillon auf Widerstand, hier hatten sich Soldaten eines französischen Zuaven-Bataillons in den Häusern verschanzt. Auch dieser strategische Punkt wurde eingenommen. Im weiteren Vorgehen erreichten die ersten Einheiten Orléans, hier kam es mehrfach zu Scharmützeln mit den gegnerischen Truppen. Nach Verhandlungen mit der französischen Generalität konnte die kampflose Räumung von Orléans vereinbart werden. Nach einem 20 Stunden andauernden Kampfeinsatz zog das III. Bataillon im Verband der 17. Division in Orleans ein.
Im weiteren Verlauf des Krieges nahm das Regiment unter Führung des Großherzoges Friedrich Franz II. an weiteren Schlachten und Gefechten teil.
Nach Beendigung der Feindseligkeiten erhielt das Regiment am 14. März 1871 den Befehl zum Rückmarsch. Der Transport begann am 17. März, in Sedan kam es zu einem längeren Aufenthalt der bis zum 22. Mai andauerte. Am 14. Juni trafen die Bataillone in Schwerin ein, hier folgte der feierliche Einzug in die Stadt, die mecklenburgischen Verbände wurden von einer begeisterten Menschenmenge begrüßt. Von Schwerin ausgehend, begann am nächsten Tag der Rücktransport in die Garnisonen Rostock und Wismar.
Das Regiment erlitt Verluste in Höhe von 302 Mann, hinzu kamen die zahlreichen Verletzten und Invaliden, die an den Standorten in den Lazaretten versorgt wurden.
Auf Erlass des Großherzoges Friedrich Franz II. vom 18. Juni 1871 werden in den Garnisonkirchen des Großherzogtums Mecklenburg-Schwerin Gedächtnistafeln angebracht, im Gedenken an die Toten des Feldzuges 1870/71. Am 26. November desselben Jahres finden in den Garnisonskirchen des Landes auf Befehl des Kaiser Wilhelms I. Gedenkgottesdienste statt, in Erinnerung an die Gefallenen des Feldzuges.

#### Gefechtskalender
(Quelle: Gefechtskalender des deutsch-französischen Krieges 1870/71, Großer Generalstab (Hrsg.).)

##### 1870

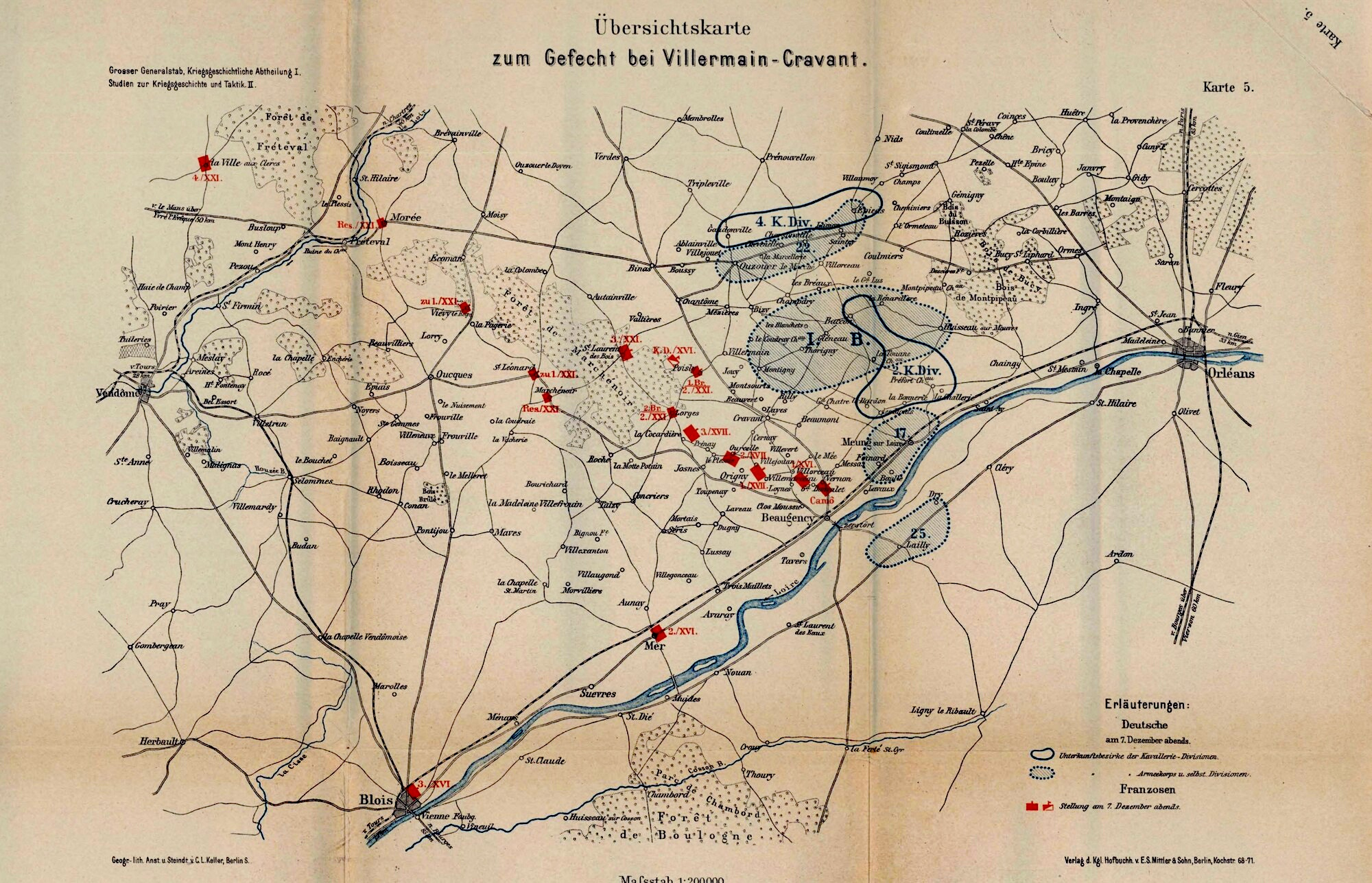
Einsatz der 17. Division, Gefecht bei Meung rechtes Loire Ufer

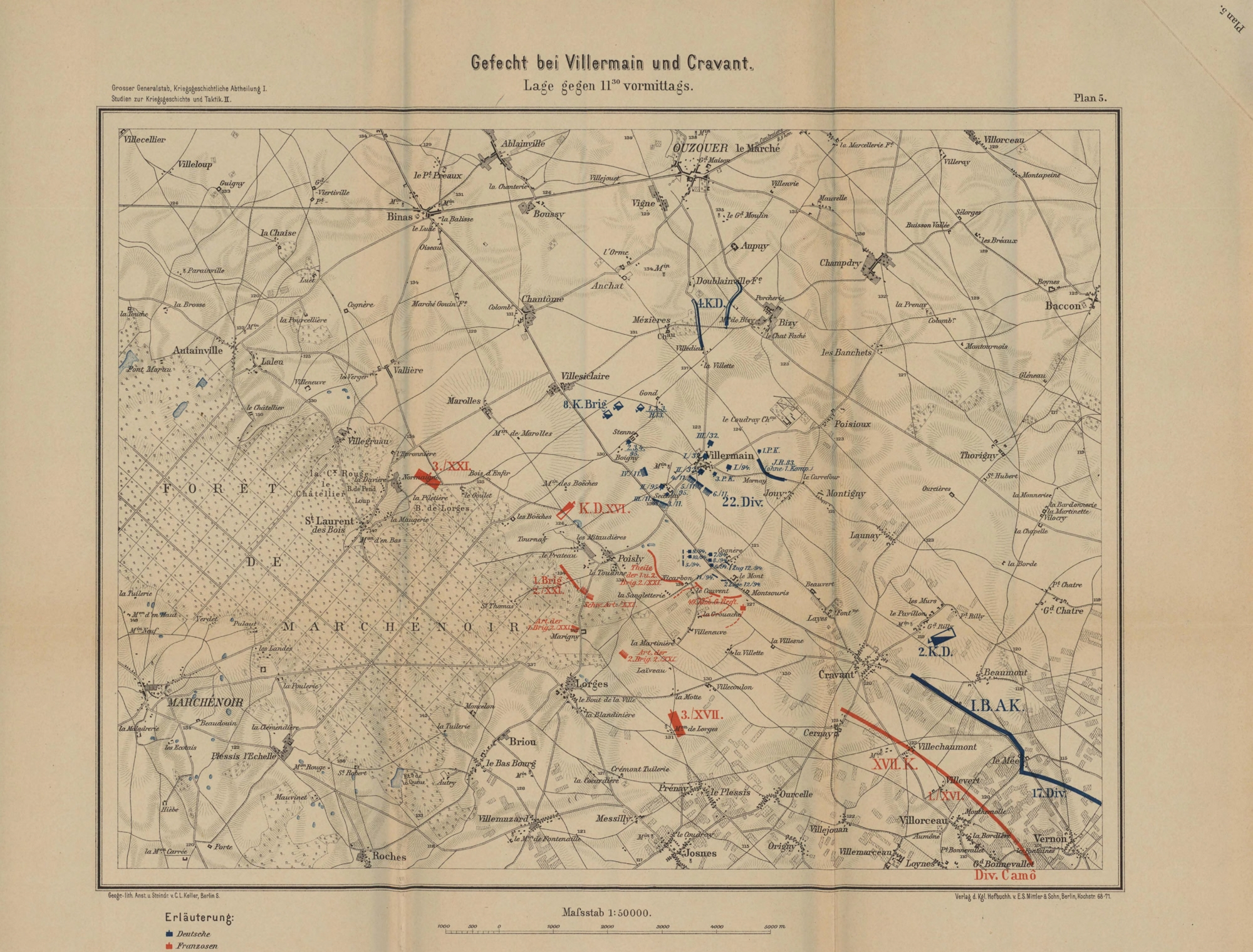
Einsatz der 17. Division, Gefecht bei Beaugency-Cravant.

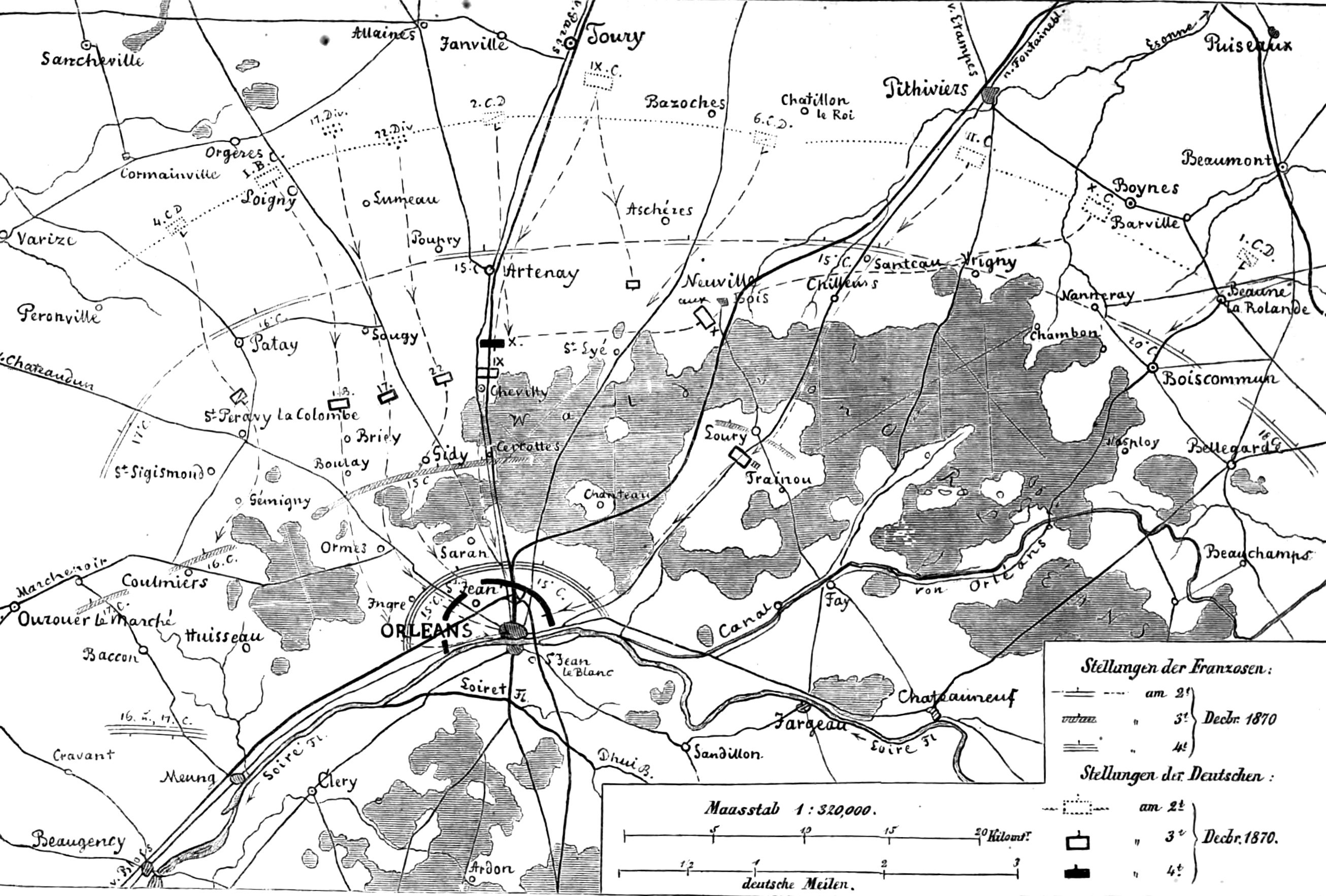
Die Schlacht von Orléans 1870

- 04. bis 10. September – Belagerung von Metz
- 12. bis 22. September – Belagerung von Toul
- 10. Oktober bis 9. November – Belagerung von Paris (I. und III. Bataillon)
- 17. November – Dreux (I. und III. Bataillon)
- 21. November – La Madeleine-Bouvet (I. und III. Bataillon)
- 22. November – Bellême (III. Bataillon)
- 02. Dezember – Schlacht bei Loigny und Poupry (II. Bataillon)
- 02. bis 4. Dezember – Schlacht von Orléans (I. und III. Bataillon)
- 07. Dezember – Meung rechtes Loire Ufer (I. und III. Bataillon)
- 08. bis 10. Dezember – Schlacht bei Beaugency-Cravant
  - 08. Dezember – Gefecht bei Beaugency
  - 09. Dezember – Gefecht bei Villorceau
  - 10. Dezember – Gefecht bei Villejouan
- 14. und 15. Dezember – Fréteval und Morée
- 15. Dezember – Gefecht bei Pezou (II. Bataillon)
- 31. Dezember – Gefecht bei Courtalain (8. Kompanie)

##### 1871
- 08. bis 9. Januar – Vormarsch auf Le Mans
  - 08. Januar – Gefecht bei Bibraye (II. Bataillon)
  - 09. Januar – Gefecht bei Le Luart, Duneau und Le Croset
- 09. Januar – Gefechte bei Connerre und Thoringe (I. und II. Bataillon)
- 10. bis 12. Januar – Schlacht bei Le Mans
  - 10. bis 11. Januar – Gefecht bei Le Chene
  - 12. Januar – Gefecht bei Saint Corneille
- 21. bis 30. Januar – Marsch nach Rouen
  - 21. Januar – Gefecht bei Bernay (III. Bataillon)
- ab 17. März – Befehl zum Rückmarsch, Aufenthalt in Sedan

#### Verlustliste
(Quelle: Regimentsaufstellung Stand 1908)
- Offiziere: 17 Tote
- Unteroffiziere und Mannschaften: 280 Tote
- Vermisst: 5 Vermisste

### Erster Weltkrieg
Das Regiment machte am 2. August 1914 mit seinem I. bis III. Bataillon sowie der MG-Kompanie mobil. Bereits einen Tag später werden das I. und III. Bataillon mit MG-Kompanie vom Friedrich-Franz Bahnhof in Rostock ausgehend an die Westfront in den Bereich Lüttich verlegt. Kurz darauf erfolgt die Einberufung der Reservisten in Rostock, in der Folge werden zwei Ersatzbataillone für das Ersatzregiment aufgestellt. Von Wismar ausgehend wird das II. Bataillon an die Westfront verlegt. Das „Reserve-Infanterie-Regiment Nr. 90“ wird am 22. Aug. an die Westfront verlegt.

#### Kampf um die Festung Lüttich

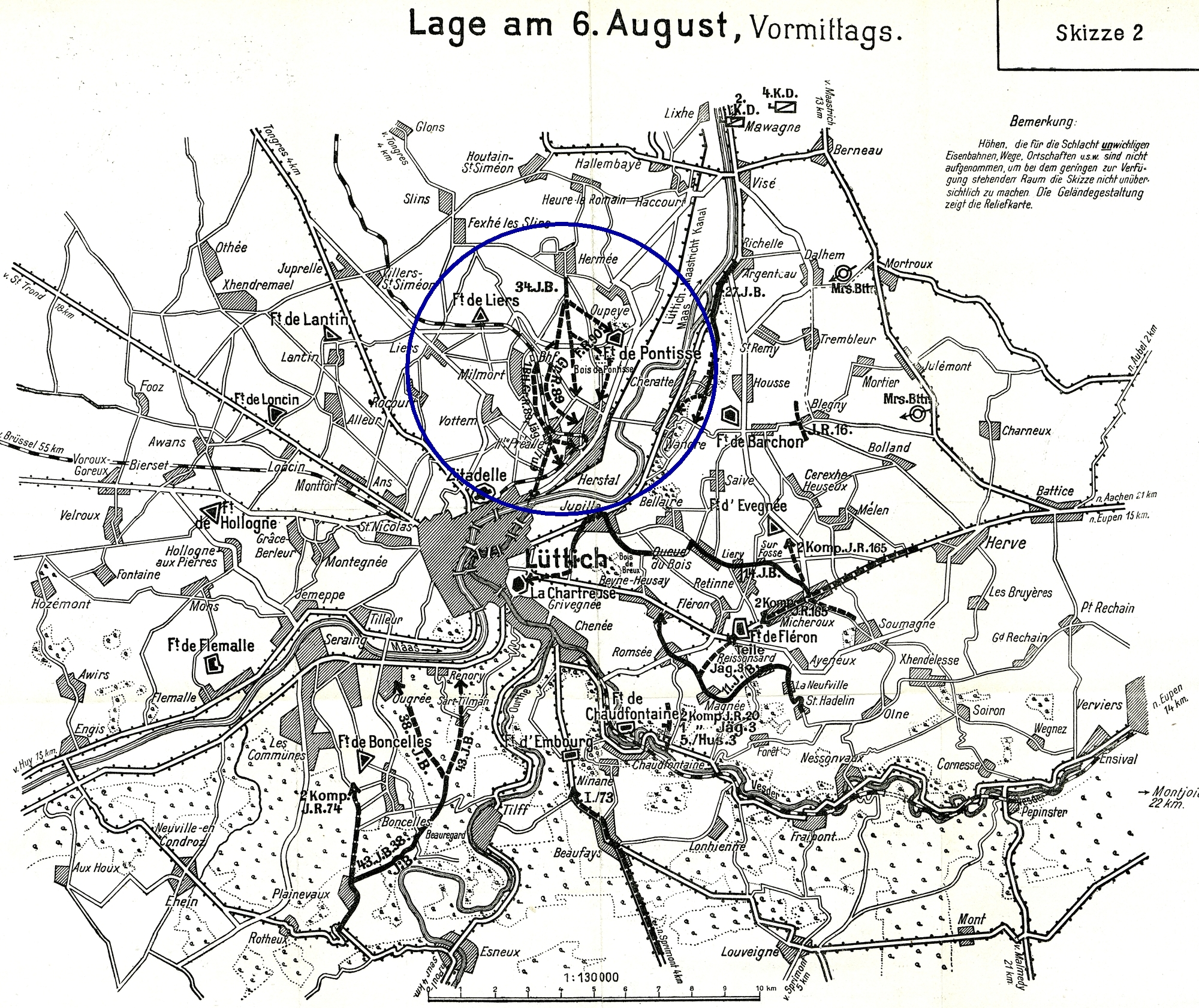
Kampf um die Festung Lüttich, Lagekarte vom 6. August 1914

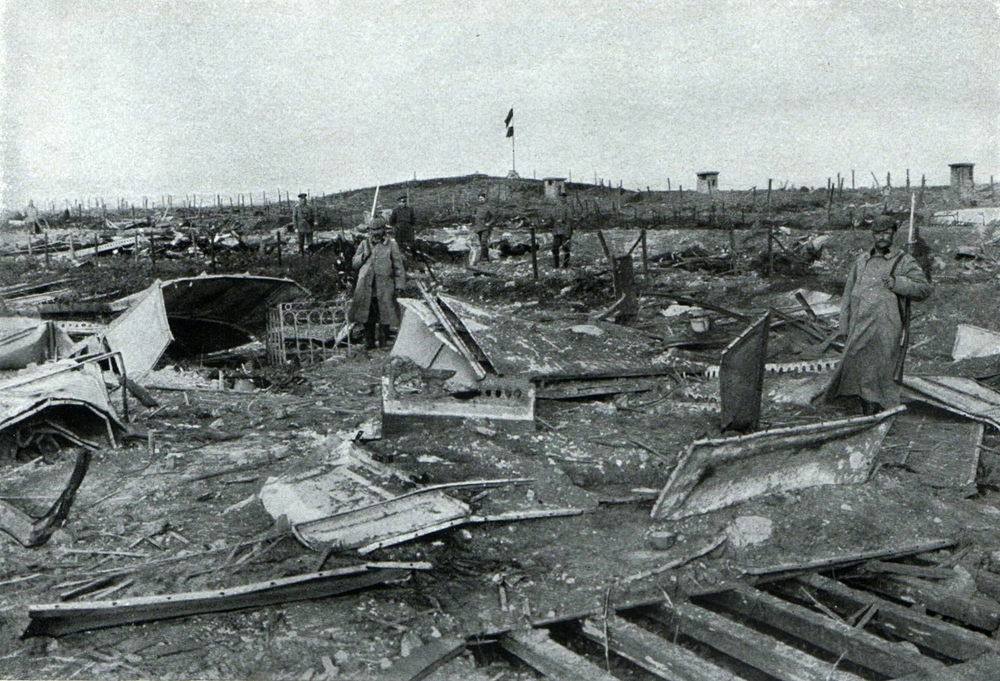
Zerstörte Barrikaden und Drahtverhaue vor dem Panzer-Fort Loncin nach der Wegnahme der Festung Lüttich

Im Verband der 34. Infanterie-Brigade war das Regiment maßgeblich an den Gefechten um die Festung Lüttich im August 1914 beteiligt. Die Wegnahme der Festung Lüttich galt als eine der Voraussetzungen für die operative Umsetzung des Schlieffenplans. Die Aufgabe für die 34. Infanterie-Brigade bestand darin, von Norden den Stoß Richtung Lüttich auszuführen. Am 5. August begann der Übergang über die Maas, um 22.30 Uhr des Abends befanden sich das „Grenadier-Regiment Nr. 89“ und das „Füsilier-Regiment Nr. 90“ auf dem Westufer der Maas. Jedoch musste die 34. Infanterie-Brigade auf das Nachkommen der leichten Feldhaubitzen-Abteilung verzichten. Dieses war den vorhergehenden Schwierigkeiten beim Übersetzen der Truppen geschuldet. Die übergesetzten Einheiten der 34. Infanterie-Brigade nahmen im Anschluss ihre Ausgangsstellungen ein. Der Vormarsch begann am 6. August um 2.30 Uhr von Hermèe her, unmittelbar darauf werden die Einheiten durch das Geschützfeuer der Außenwerke empfangen. Drei Kompanien des Regiments wenden sich in südöstliche Richtung um die aus dieser Richtung feuernde Artillerie wegzunehmen. Es stellte sich heraus, dass die Batterie in einem Forts steht und die Kompanien keine Möglichkeit des Eindringens hatten. Das „Füsilier-Regiment Nr. 90“ drang weiter am linken Flügel des Angriffsverbandes vorwärts. Hier entwickelten sich insbesondere in Bois de Pontisse schwere Gefechte. Aufgrund der Dunkelheit und der Witterungsbedingungen geriet der Großteil der 34. Infanterie-Brigade zu weit nach Osten. Bei Morgengrauen stellte man fest, dass man nicht vor Lüttich, sondern vor Herstal lag. Hier drang das „Füsilier-Regiment Nr. 90“ mit dem III. Bataillon des „Grenadier-Regiments Nr. 89“ in Herstal ein, es entwickelte sich ein blutiger Häuserkampf. Aus den Häusern wurde geschossen und die Zugangswege waren verbarrikadiert. Herstal musste schließlich wieder geräumt werden, der Großteil des „Grenadier-Regiments Nr. 89“ und die Füsiliere des „Füsilier-Regiments Nr. 90“ kämpften sich anschließend bis in die Höhe von Prealle vor. Die Jäger-Bataillone 7 und 9 konnten ungeachtet des Flankenfeuers von Forts de Pontisse und Forts de Liers das Dorf Haute-Prealle einnehmen. Im Morgengrauen war die Brigade zum Großteil verstreut auf den Höhen nordwestlich von Herstal verteilt, diese Einheiten erhielten schweres Rückenfeuer der Geschütze des Forts de Pontisse und Forts de Liers. Ein weiteres Vorgehen gegen Lüttich oder Herstal war angesichts der Lage nicht durchführbar. Es drohte die Vernichtung des Verbandes, Generalmajor von Kraewel befahl daher seiner 34. Infanterie-Brigade um 10.15 den Rückzug, dieser erfolgte dann in den nächsten Stunden. Die Einheiten mussten den Weg zwischen den feuernden Forts nehmen, was zu weiteren Verlusten führte. Über eine Behelfsbrücke erreichten die Reste der Einheiten das rechte Maasufer. Das „Füsilier-Regiment Nr. 90“ hatte insgesamt 53 Mann in den Kampfhandlungen des 6. August verloren. Die Gesamtverluste der 34. Infanterie-Brigade an diesem Tage betrug 30 Offiziere und ca. 1150 Mann. Generalleutnant von der Marwitz lässt am 8. August die 34. Infanterie-Brigade in der Gegend von Berneau Aufstellung nehmen. Ab dem folgenden Tag kommen zwei Bataillone des „Füsilier-Regiments Nr. 90“ mit jeweils einer Maschinengewehr-Kompanie zur Sicherung der Brücke von Lixhe zum Einsatz. Der Großteil der 17. Division war bis zum 11. August in der Gegend Mouland und südöstlich zusammengezogen worden. Am 12. August abends wird das Feuer aus den 42-cm-Mörsern auf das Forts de Fleron eröffnet, um 18.45 Uhr beginnt der Angriff auf das Forts de Pontisse. Ein Bataillon des „Füsilier-Regiments Nr. 90“ drang von Norden bis auf zwei Kilometer an das Forts de Pontisse heran, von Süden rückte das „Infanterie-Regiment Nr. 76“ heran, um das Außenwerk abzuschließen. In den folgenden Tagen kam es zu weiteren Kämpfen, diese führten dann zur erfolgreichen Wegnahme der Festung Lüttich. Bei der Erstürmung von Lüttich erlitt das Regiment weitere Verluste.

#### Schlacht bei Mons
Nach dem weiteren Vormarsch durch Belgien kommt es zwischen dem 23. und 25. August zur Schlacht bei Mons. Das Regiment befand sich am 22. August im Raum Laugrenee-Mignault in Ruhestellung, am 23. August begann der weitere Vormarsch in die Gegend nordwestlich von Maubeuge. Das IX. Armeekorps hatte die Aufgabe die Bewegung der I. Armee gegen Maubeuge zu decken, hierzu ging der Verband über die Linie Mons-Lieu gegen die Nord- und Nordwestfront vor. In Folge des Schlachtverlaufes entwickeln sich Gefechte bei Nimy, Obourg und östlich von Mons. Auch hier kommt das „Füsilier-Regiment Nr. 90“ zum Einsatz. Zwei Bataillone werden am Abend des 23. August gegen die Stellungen der Engländer auf den südöstlich gelegenen Höhen von Villers eingesetzt. Die Bataillone konnten in der Dunkelheit bis auf 500 m an die feindliche Stellung vordringen. Der restliche Teil der 34. Infanterie-Brigade erreichte über den Weg Villers – Saint-Ghislain die südlich des Dorfes gelegenen Höhen ohne weitere Kampfhandlungen. Bis zur einsetzenden Dunkelheit kam auch das Mecklenburger „Feldartillerie-Regiment Nr. 60“ mit Stellung südlich von Villers zum Einsatz, das Regiment lieferte sich ein intensives Feuergefecht mit der gegnerischen Artillerie. Während die anderen Teile der I. Armee die Verfolgung der englischen Verbände aufnahmen, behielt das IX. Armeekorps die Sicherung gegen die Festung Maubeuge noch bei.

#### Marne-Feldzug

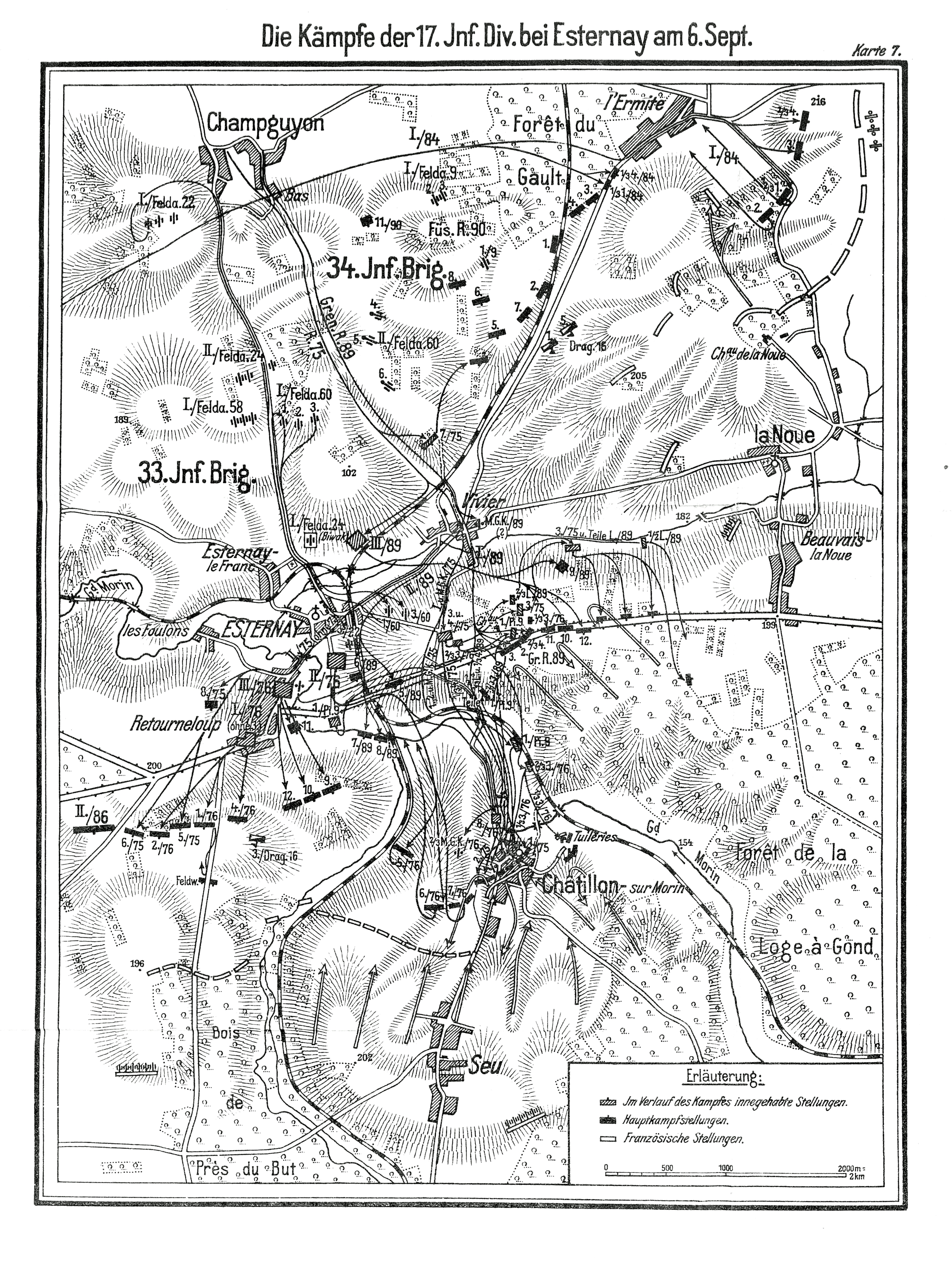
17. Division, Gefecht am 6. September 1914, Marne-Feldzug

Ab dem 5. September kommt das Regiment im Verband des IX. Armee-Korps in der „Schlacht an der Marne“ zum Einsatz. Hier beteiligte sich das Regiment am 6. September an den Kämpfen gegen die französischen Verbände im Umland von Esternay. Das „Füsilier-Regiment Nr. 90“ sollte als Divisions-Reserve vorgehalten werden. Die Lage machte es allerdings notwendig die Füsiliere bei la Roue und den nordwestlich gelegenen Waldstücken einzusetzen. Hier drang französische Infanterie vor, diese versuchten in nördlicher Richtung vorzugehen um den äußersten Flügel des IX. Armee-Korps zu umfassen. Nach erscheinen der Füsiliere zogen sich die bereits im Kampf stehenden Schwadronen des Kavallerie-Regiments hinter die Flügel des Füsilier-Regiments zurück. Ein weiteres Vorgehen in südliche Richtung war jetzt nicht mehr möglich, die französische Artillerie hatte zu diesem Zeitpunkt auch die Bewegungen des Regiments entdeckt und das Feuer eröffnet.
Gegen 15.30 Uhr bezog das Regiment daher Stellung mit dem II. Bataillon rechts, dem I. Bataillon und der Maschinen-Gewehr-Kompanie links, in einer Linie, welche 500 m entfernt von der Höhe 184 bei l’Ermite lag (an der Bahnstrecke westlich von Chateau la Roue). In ihrer Stellung wurden die Bataillone mit heftigen französischen Artillerie Feuer eingedeckt, welches am Abend zu empfindlichen Verlusten bei der 5. und 7. Kompanie führte. Dem II. Bataillon unterstellte sich die 7. Kompanie des „Infanterie-Regiments Nr. 75“. In der Folge traf auch das I. Bataillon des „Infanterie-Regiment Nr. 84“ ein und verlängerte mit jeweils einem Zug der 1. und 4. Kompanie den linken Flügel des Füsilier-Regiments Nr. 90. Das I. Bataillon des „Infanterie-Regiments Nr. 84“ ging weiter Richtung l'Ermite vor und erlitt schwerste Verluste bei den folgenden Kampfhandlungen mit dem französischen Gegner.
Die 10. und 12. Kompanie des „Füsilier-Regiments Nr. 90“ kamen im Gefecht nicht zum Einsatz, sie waren bereits am 29. August bei le Cateau zurückgelassen worden. Auch die 9. Kompanie war nicht beteiligt, diese war zur Absicherung des Flughafens von Leuze abkommandiert.
Bis zum 10. September sollte der Einsatz in diesem Gebiet andauern, dann gab die O.H.L. den Rückzugsbefehl. Im Folgenden erhielt der Verband Befehl den Flussübergang über die Aisne bei Morsain zu sichern. Die 34. Infanterie-Brigade verlegte im Anschluss ausgehend von Vinly nach Sancy.

#### Schlacht an der Somme
Im Verband der 17. Infanterie-Division nahm das Regiment ab Anfang Juli 1916 an der verlustreichen Schlacht bei der Somme teil. Die 17. Infanterie-Division löste die Division Frentz aus ihrem Frontabschnitt heraus und bezog deren Stellungen um Barleux. In Folge kam es zu heftigen Gefechten im Umland von Péronne und Barleux. Trotz der Gegenwehr der generischen Verbände und des heftigen gegnerischen Artilleriefeuers wurde die südlich von Péronne gelegene strategisch wichtige Höhe bei La Maisonnette zurückerobert. Auch die Kämpfe um Barleux konnten die deutschen Verbände zu diesem Zeitpunkt für sich entscheiden.

#### Herbstschlacht in Flandern 1917
Im darauffolgenden Jahr beteiligte sich das Regiment an den Schlachten um Flandern, in diesem Schlachtgeschehen kam es zu einem der ersten deutschen Einsätze von Senfgas. Die 17. Infanterie-Division und ihre Regimenter mussten sich hier schweren Abwehrschlachten stellen, die zermürbend für Mensch und Material waren. Insbesondere am 26. September 1917 kommt es zum schweren Angriff auf die Verbände der Gruppe Diksmuide, Ypern und Wijtschate durch englische Angriffsverbände. Als Eingreifdivision kam die 17. Division mit ihren Regimentern der 50. Reserve-Division in ihrem südlichen Frontabschnitt zur Hilfe um den englischen Angriff abzuwehren. Am folgenden 4. Oktober kommt es wieder zum Angriff der Engländer in acht Wellen. Erneut kommen die 17. Infanterie-Division und ihre Verbände als Eingreifdivision zum Einsatz, diesmal im Abschnitt der 19. Reserve-Division. Hier gelingt es ihr im Zusammenwirken mit den anderen Verbänden des Frontabschnittes die über zwei Kilometer eingebrochenen englischen Verbände zurückzudrängen. Hierdurch gelang es außerdem die Höhen im Nordwesten von Geluveld, den westlichen Anteil des Schlossparkes von Polderhoek und die Ortschaft Reutel wieder unter deutsche Kontrolle zu bringen.
Erst mit dem Waffenstillstand von Compiegne endete das verlustreiche Kampfgeschehen an der Westfront.

#### Gefechtskalender

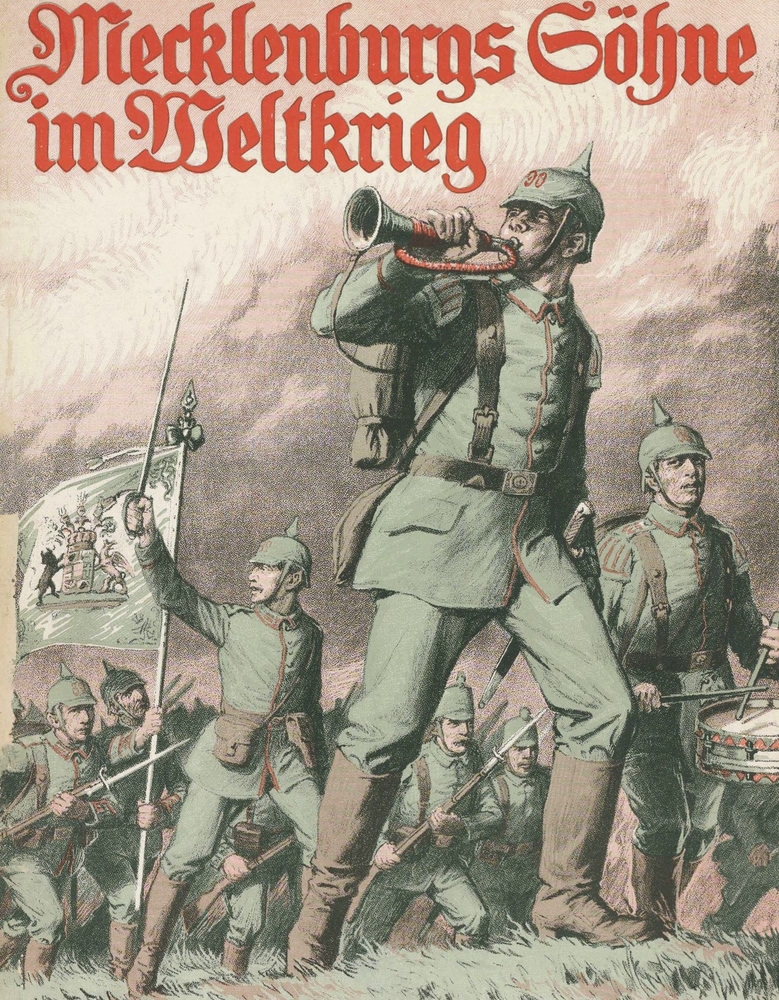
Zeitgenössische Darstellung über die Mecklenburger Truppen im Einsatz

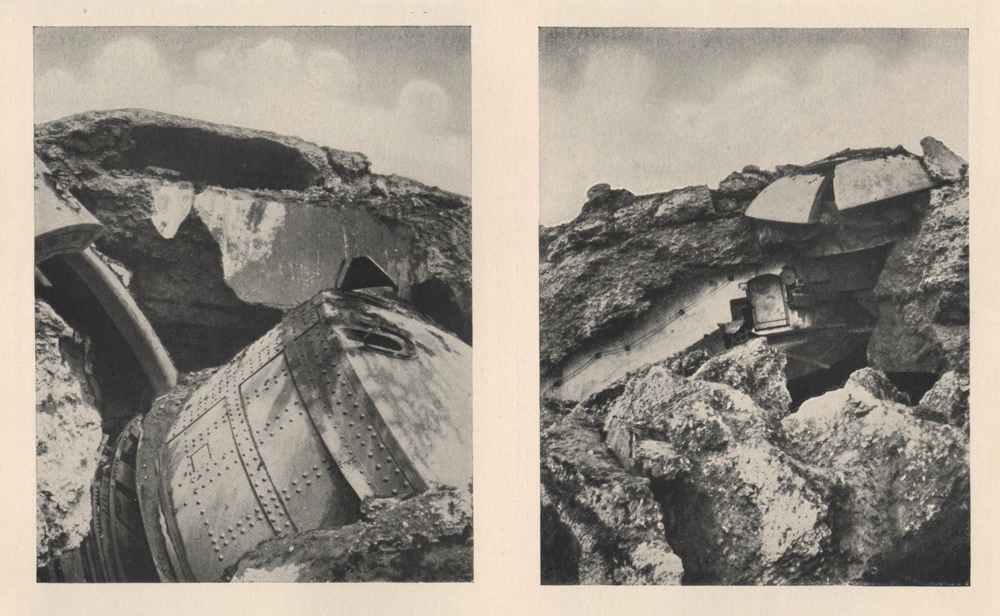
Durch ein 42-cm-Haubitzen-Geschoss (Dicke Bertha) zerstörtes Panzerfort Loncin der Festung Lüttich

(Quelle: I. Amtliche Zusammenstellung der Schlachten und Gefechte)

##### 1914
- 04. bis 16. August – Eroberung von Lüttich
- 18. bis 19. August – Schlacht an der Gette
- 23. bis 25. August – Schlacht bei Mons
- 26. August – Gefecht bei Genly
- 29. bis 30. August – Schlacht bei St. Quentin
- 30. bis 3. September – Gefecht bei Château-Thierry
- 04. September – Gefecht bei Vieils-Maisons-Montmirail
- 05. bis 10. September --- Schlacht am Ourcq
  - 06. bis 7. September – Gefecht bei Montceaux-Esternay
- 12. September bis 12. Oktober – Kämpfe an der Aisne
- 20. Oktober – Gefecht bei Moulin sous Touvent
- 21. bis 25. Dezember – Kämpfe im Bois St. Mard

##### 1915
- 08. bis 14. Januar – Schlacht bei Soissons
- 06. bis 20. Juni – Kämpfe bei Moulin sous Touvent
  - 06. bis 16. Juni – Kämpfe bei Quennevières-Ferme
- 16. Oktober bis 3. November – Herbstschlacht in der Champagne
- ab 4. November – Stellungskämpfe in der Champagne westlich Tahure
  - 17. Dezember – Erstürmung der Arbre-Höhe (Höhe 193)

##### 1916
- 27. Februar – Einnahme der Navarine-Stellung
- 27. Mai – Patrouillen westlich der Navarine-Ferme
- bis 15. Juni – Stellungskämpfe in der Champagne
- 15. Juni bis 2. Juli – O.H.L. Reserve bei Mézières
- 05. Juli bis 14. September – Schlacht an der Somme

##### 1917

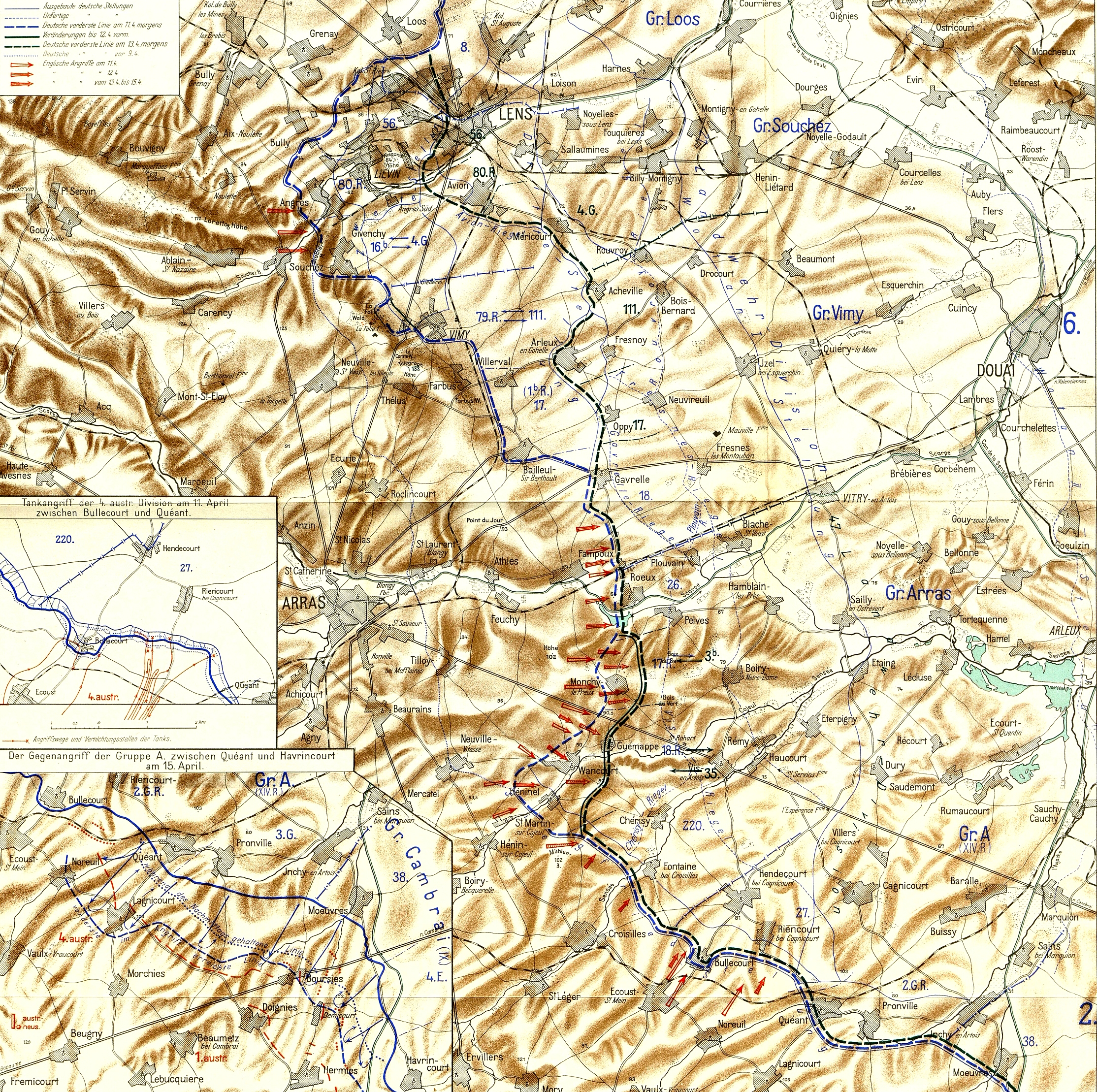
Schlacht von Arras im April 1917

- 08. Januar bis 15. März – Stellungskämpfe an der Somme
- 16. März bis 8. April – Kämpfe vor der Siegfriedlinie
- 10. bis 25. April – Frühjahrsschlacht bei Arras, bei Oppy
- 26. April bis 31. Mai – Kämpfe vor der Siegfriedlinie
- 07. bis 12. Juni – Stellungskämpfe in Flandern
- 13. Juni bis 30. Juli – Schlacht in Flandern, Bereich „Verlorenhoek“ bei Zonnebeke
- 31. Juli bis 6. August – Reserve der Heeresgruppe „Kronprinz Rupprecht“
- 07. August bis 22. September – Kämpfe in der Siegfriedstellung, bei Havrincourt
- 24. September bis 12. Oktober – Herbstschlacht in Flandern, südwestlich von Ypern
- ab 14. Oktober – Stellungskämpfe im Artois, bei Lens

##### 1918

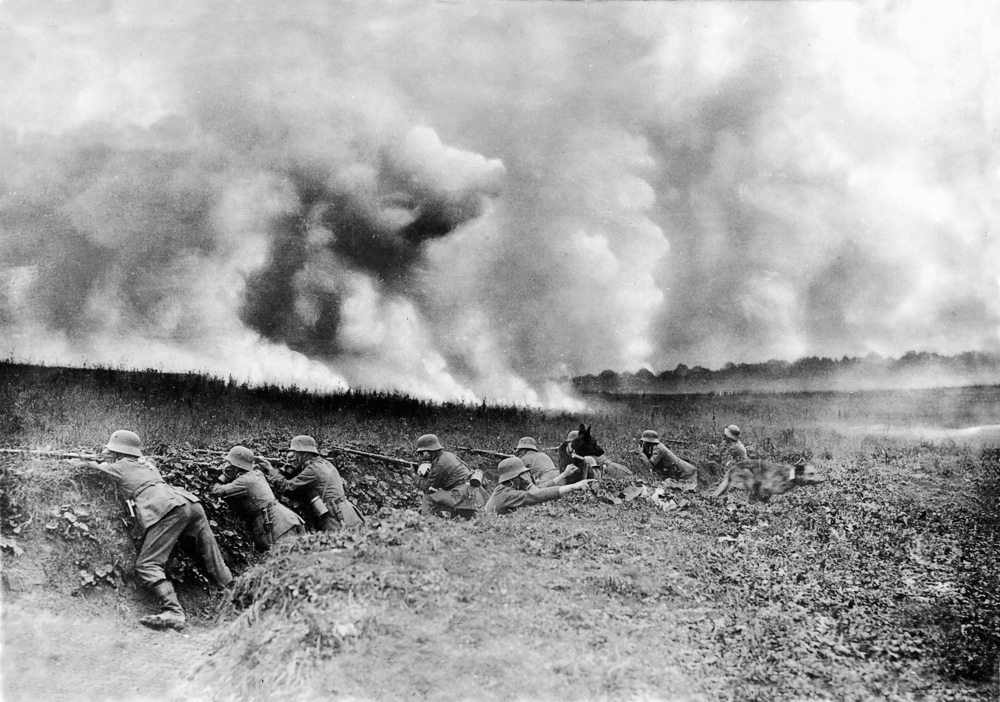
Gasangriff an der Westfront, Meldehunde werden ins rückwärtige Gebiet gesendet.

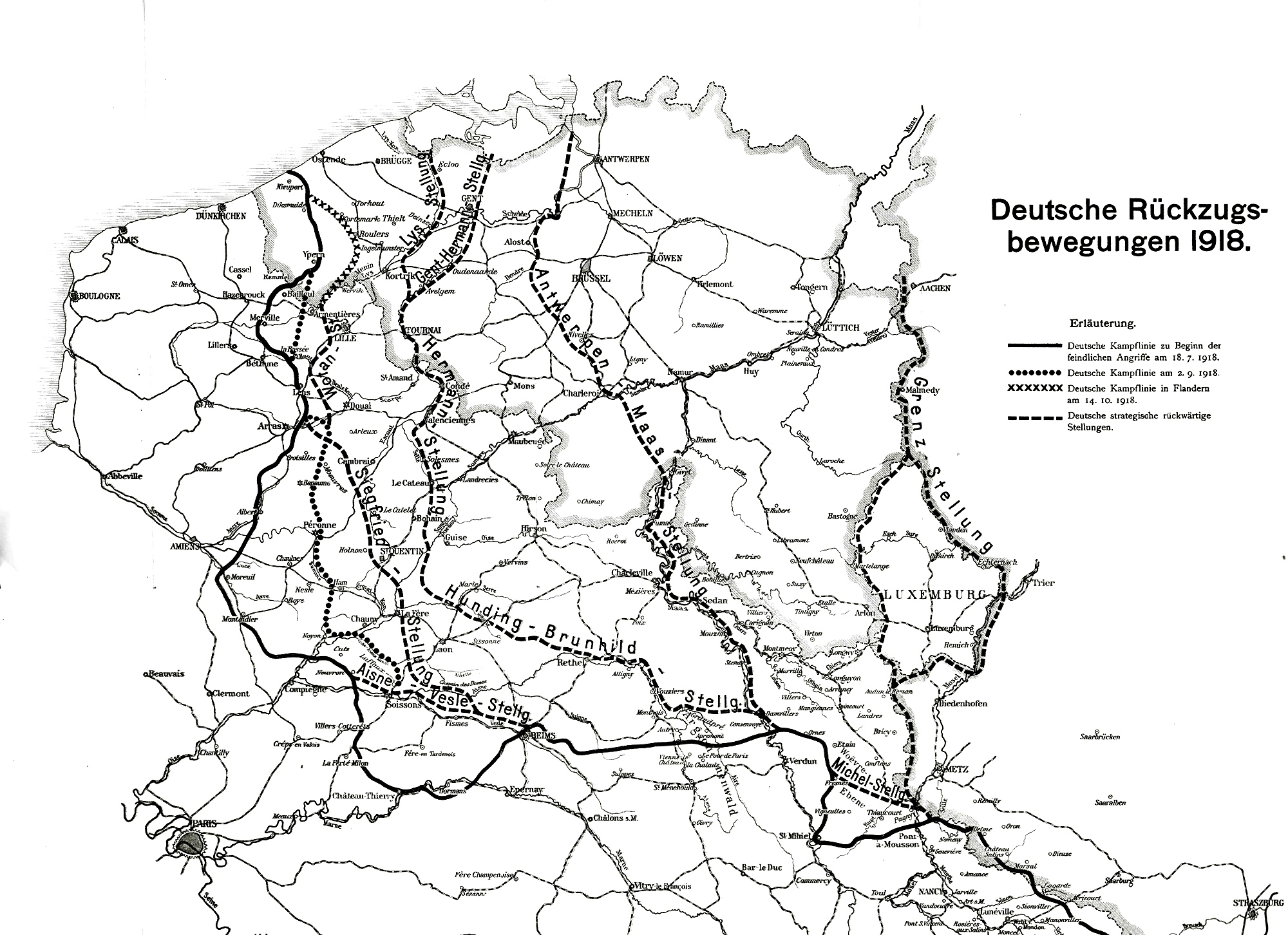
1918 Rückzugsbewegungen

- bis 18. Februar – Stellungskämpfe im Artois, bei Lens
- 18. Februar bis 18. März – O.H.L Reserve der 6. Armee
- 19. bis 20. März – Vorbereitung zur großen Schlacht in Frankreich
- 21. März bis 06. April – Große Schlacht in Frankreich
  - 21. bis 22. März – Durchbruchsschlacht Monchy-Cambrai
  - 24. bis 25. März – Schlacht bei Bapaume
  - 05. April – Gefecht bei Bucquoy
- 07. April bis 21. Juni – Kämpfe zwischen Arras und Albert
- 17. bis 25. Juli – Stellungskrieg in Flandern
- 30. Juli bis 3. August – bewegliche Abwehrschlacht zwischen Marne und Vesle
- 04. August bis 3. September – Stellungskämpfe an der Vesle
- 03. bis 18. September – Kämpfe vor der Siegfriedlinie
- 19. bis 27. September – Kämpfe in der Siegfriedstellung
- 28. bis 30. September – Stellungskämpfe nördlich der Ailette
- 01. bis 9. Oktober – Abwehrschlacht in der Champagne und an der Maas
- 10. bis 12. Oktober – Kämpfe vor der Hunding- und Brunhildfront
- 13. bis 17. Oktober – Abwehrkämpfe an der Aisne und Aire
- 17. bis 25. Oktober – Abwehrschlacht in der Champagne und an der Maas
- 25. Oktober bis 1. November – Abwehrschlacht in der Hundingstellung
- 02. bis 4. November – Stellungskämpfe an der Aisne
- 05. bis 11. November – Rückzugskämpfe vor der Antwerpen-Maas-Stellung
- ab 12. November – Räumung des besetzten Gebietes und Rückmarsch zum Garnisonsstandort, Demobilisierung

#### Verlustzahlen 1914–1918
- Tote: 2786
- Vermisste: 772

### Einsätze ab 1918

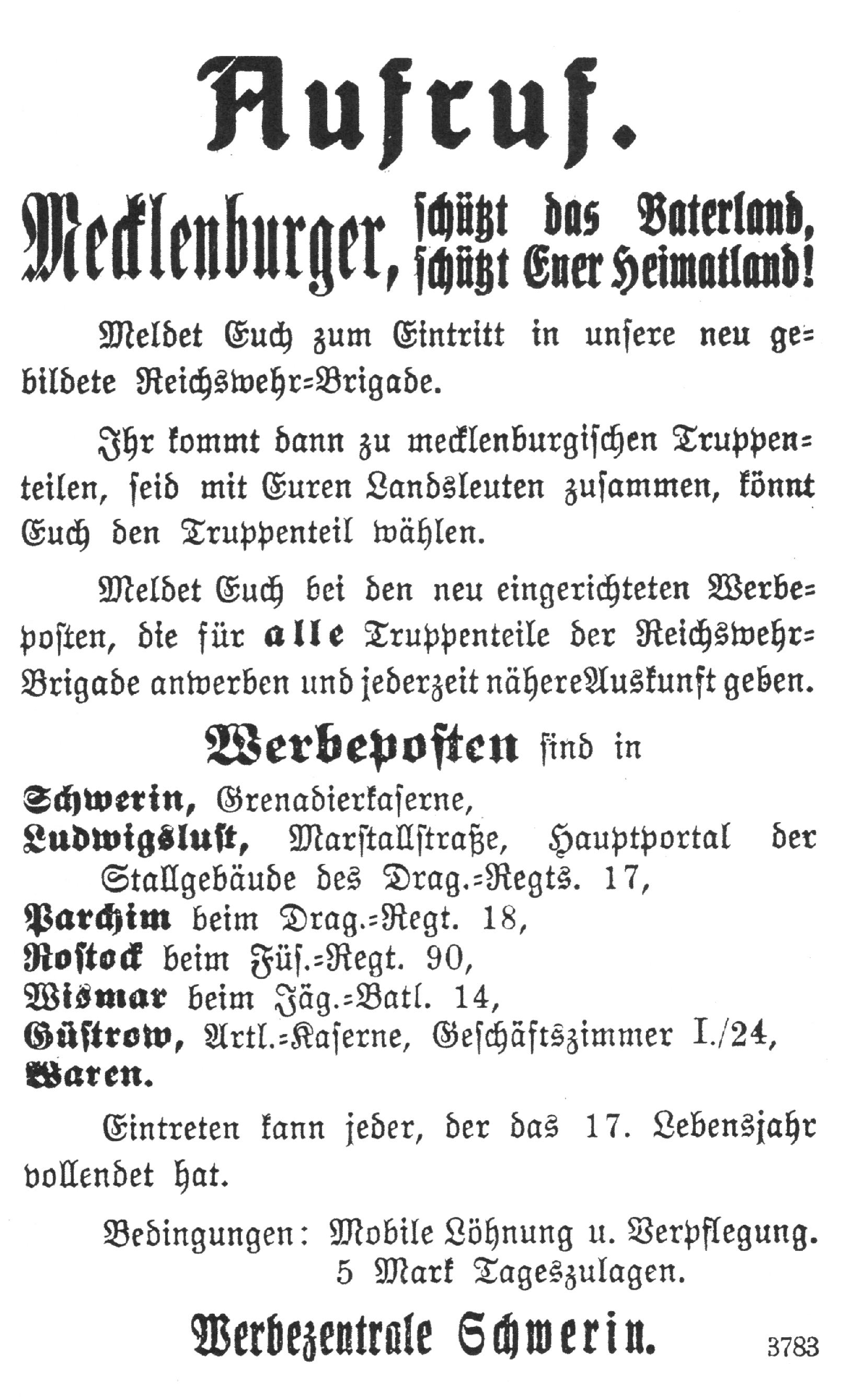
Aufruf zum freiwilligen Eintritt in die vorläufige Reichswehr.

Das 1918 formierte Regiment hatte lediglich ein einsatzfähiges Bataillon, dieses nahm unter Kommando von Major Gustav Dammann im Verband der 17. Division an der blutigen Niederschlagung des „Spartakusaufstand“ ab dem 8. Januar in Berlin teil. In der „Abteilung Lüttwitz“ waren die 17. Division, die 34. Division, die Garde-Kavallerie-Division, Landesjägerkorps, Landeschützenkorps und das Freikorps Hülsen formiert. Diese Abteilung wurde von General Walther von Lüttwitz befehligt, der im Januar 1919 kommandierender General aller Truppen in und um Berlin war. Nach dem Einsatzende kehrte das Bataillon in die Kaserne nach Rostock zurück.
Mit diesem Einsatz endet nach 131 Jahren die Einsatzgeschichte des seit 1788 bestehenden Regiments.

### Verbleib
Nach Kriegsende nahmen die Reste des Regiments im Dezember 1918 Quartier bei Hersfeld. Durch bereits vorgenommene Entlassungen formierte es sich nur noch zu einem Bataillon. Nach dem Einsatz in Berlin ab dem 8. Januar 1919 kehrte das Regiment Ende Januar nach Rostock zurück, wo der Verband über die dortige Abwicklungsstelle zunächst demobilisiert und schließlich aufgelöst wurde. Im Februar 1919 bildeten sich zwei Freiformationen. Das „Freiwilligen-Füsilier-Regiment 90“, bestehend aus I. – III. Bataillon, sowie die Freiwilligen-Kompanie „Schwerin“. Dieses trat zum Freiwilligen Jäger-Bataillon „Schneider“ des Freikorps „Diebitsch“ über. Beide Formationen wurden bei der Bildung der Vorläufigen Reichswehr eingegliedert. Das „Freiwilligen Füsilier-Regiment 90“ ging im „Reichswehr-Infanterie-Regiment 17“, die Freiwilligen-Kompanie „Schwerin“ im I. Bataillon des „Reichswehr-Infanterie-Regiments 102“ auf.
Im August 1919 erließ Reichswehrminister Noske den Befehl, die „vorläufige Reichswehr“ zum 1. Oktober in das „Übergangsheer“ umzugliedern. Die Verringerung der Stärke führte zur Auflösung der Garnisonen Neustrelitz und Wismar.

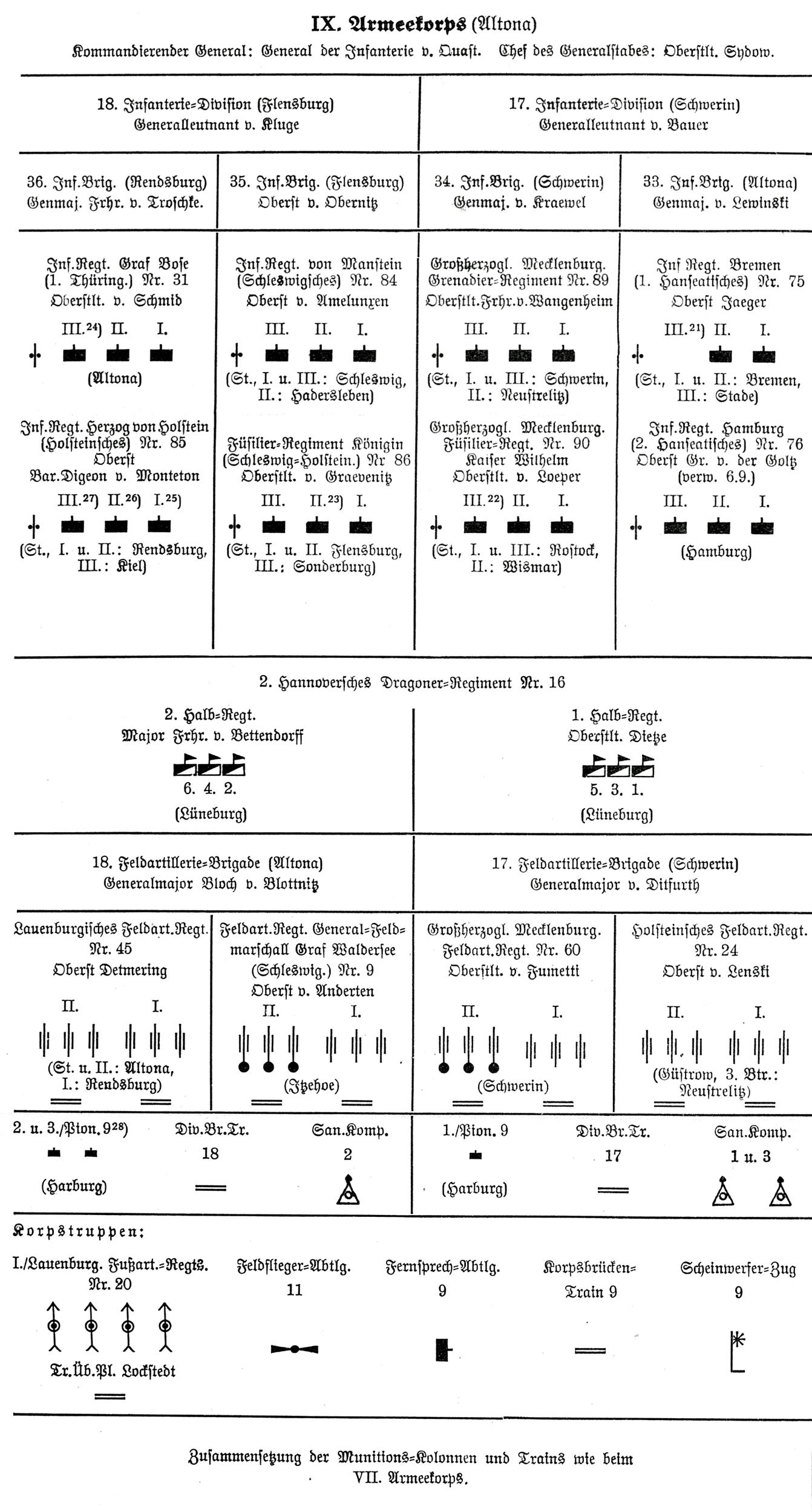
Unterstellung und Kriegsgliederung des IX. Armeekorps 1914

Die Tradition des „Großherzoglich Mecklenburgischen Füsilier-Regiments „Kaiser Wilhelm“ Nr. 90“ wurde in der Reichswehr durch Erlass des Chefs der Heeresleitung General der Infanterie Hans von Seeckt vom 24. August 1921 der 2. Kompanie des 6. Infanterie-Regiments in Schwerin zugewiesen.

## Einsätze in Freiwilligenverbänden
Angehörige des „Großherzoglich Mecklenburgischen Füsilier-Regiments „Kaiser Wilhelm“ Nr. 90“ versahen auch freiwilligen Dienst in den Verbänden des Ostasiatischen Expeditionskorps und den der Schutztruppen Südwestafrikas. Während dieser freiwilligen Dienstzeit schieden die Freiwilligen aus dem Etat des Stammregiments aus.

### Boxeraufstand 1900
Aus dem Regiment meldeten sich 69 Freiwillige zum Dienst im Ostasiatischen Expeditionskorps. Darunter der Stabsarzt Zoeller, Leutnant Stubenrauch, Leutnant Kropatcheck, ein Zahlmeister-Anwärter, sieben Unteroffiziere und aus dem Bestand der Mannschaften insgesamt 58 Regimentsangehörige. Das Expeditionskorps wurde von dem am 12. Juli 1900 von Kaiser Wilhelm II. zum Generalleutnant beförderten Emil von Lessel aus Freiwilligen aufgestellt. Der Verband formierte sich in Berlin. Der Abtransport erfolgte zwischen dem 27. Juli und dem 4. August von Bremerhaven ausgehend. Die Freiwilligen wurden in die Verbände des Expeditionskorps eingegliedert. Diesen nahmen in der Folge an den Kampfhandlungen der Strafexpedition teil.

### Deutsch-Südwestafrika 1904–1906
Am 12. Januar 1904 brach der Herero-Aufstand im Bereich des Schutzgebietes in Südwestafrika aus. Nach den Angriffen auf die Farmen der deutschen Siedler und die Tötung von ca. 150 Siedlern und deren Familien erfolgte die Verstärkung der Einsatzverbände der Schutztruppen. An der Niederschlagung des Aufstandes der Herero und Nama beteiligten sich auch Regimentsangehörige, die sich freiwillig zum Dienst in der Schutztruppe meldeten. Es meldeten sich die Offiziere Oberleutnant von Hagen und Leutnant von Lehsten, des Weiteren 4 Unteroffiziere, 2 Sanitätsunteroffiziere und aus dem Mannschaftsbestand 57 Mann zum Dienst in der Schutztruppe. Von den Freiwilligen sterben zwei in der Einsatzzeit 1905/06 bei den Gefechten von Nubis am 13. Mai 1905 und bei Springpuitz am 23. Mai 1905.

## Organisation

### Unterstellung

#### Russland-Feldzug 1812

##### März
- I. Armeekorps
  - 4. französische Division unter Befehl des Generals Defaix
    - Infanterie-Regiment (Truppenkontingent Mecklenburg-Schwerin)

##### Juli
- III. Armeekorps unter Befehl von Marschall Victor
  - Infanterie-Regiment (Truppenkontingent Mecklenburg-Schwerin)

##### November
- Arrieregarde unter Befehl von Marschall Ney
  - Infanterie-Regiment (Truppenkontingent Mecklenburg-Schwerin)

#### Schleswig-Holsteinische Erhebung 1848
- X. Bundes-Armeekorps

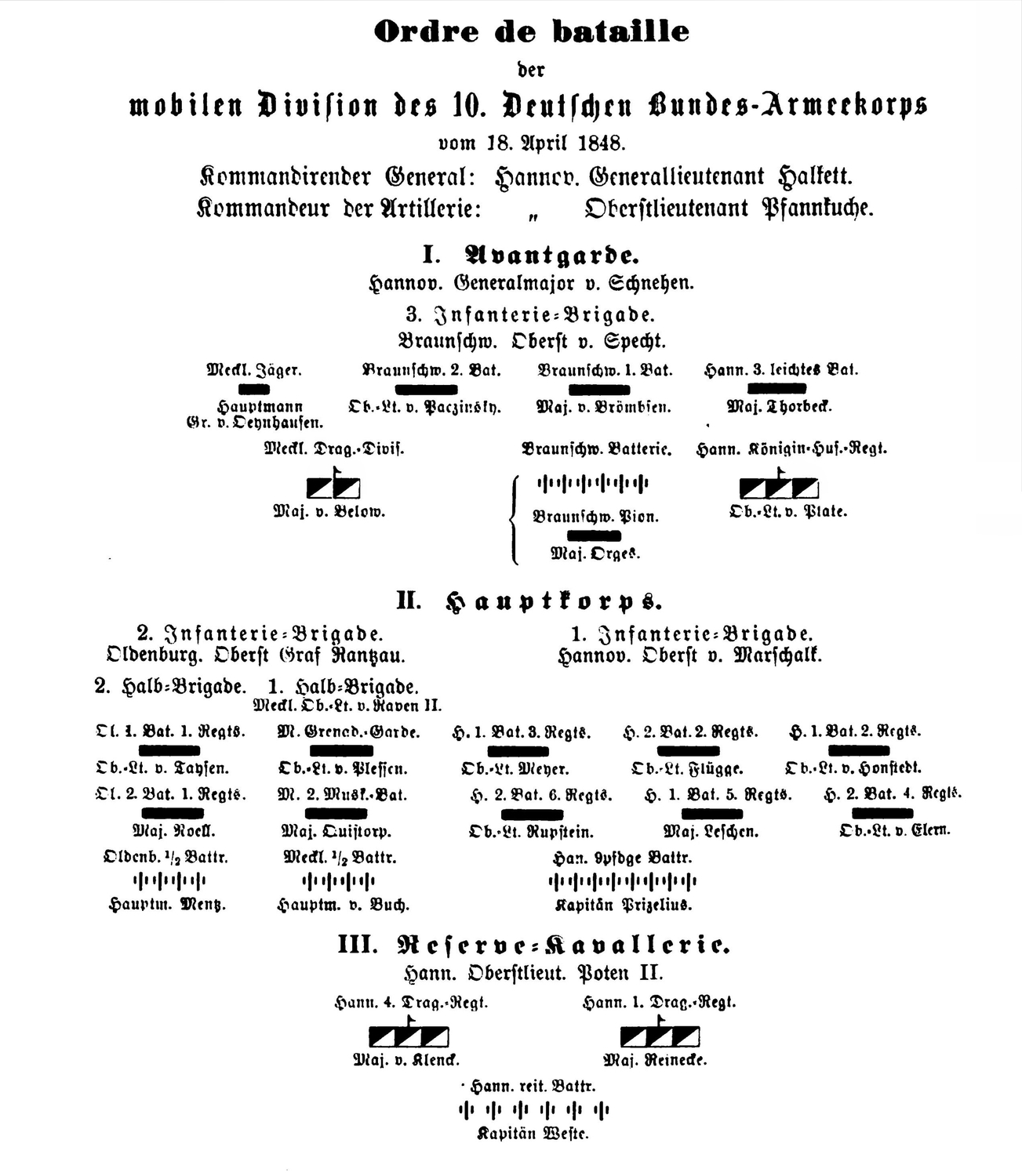
Aufstellung X. Bundeskorps im Feldzug 1848

  - 2. Infanterie-Brigade (Oldenburg)
    - 1. Halbbrigade (Mecklenburg)
      - (I.) Grenadier-Garde-Bataillon
      - II. Musketier Bataillon
      - Meckl. (Halb) Batterie

#### Deutscher Krieg 1866
- II. Reserve-Korps
  - 1. (mecklenburgische) Division
    - 1. Infanterie-Regiment
      - (I.) Grenadier-Garde-Bataillon
      - II. Bataillon

    - 2. Infanterie-Regiment
      - III. Bataillon
      - IV. Bataillon

    - Dragoner-Regiment
    - Jäger-Bataillon
    - Füsilier-Bataillon des 4. Garde-Regiment

#### Deutsch-Französischer Krieg 1870/71

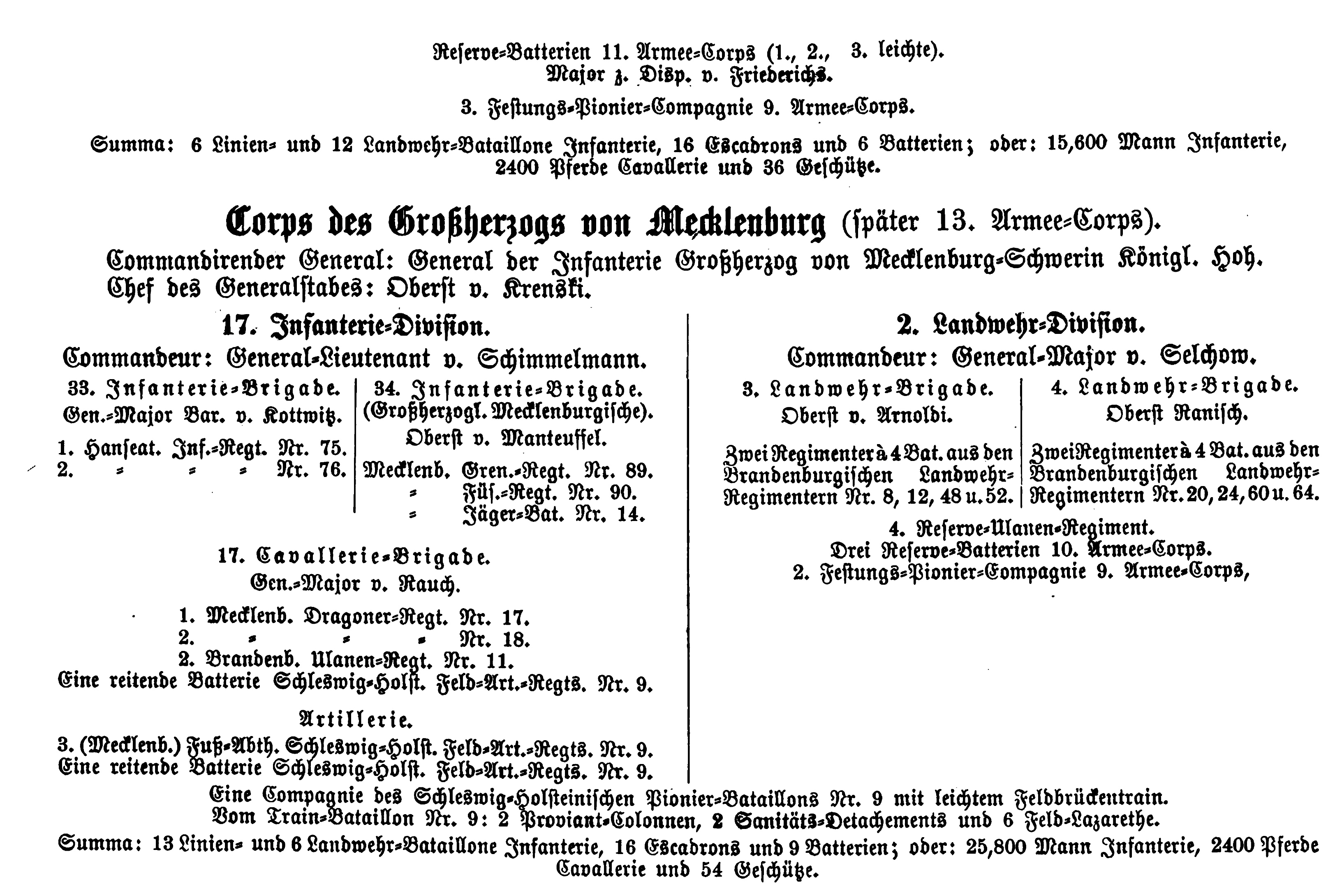
Aufstellung Korps des Großherzogs von Mecklenburg im Feldzug 1870/71

- Korps des Großherzogs von Mecklenburg (später XIII. Armeekorps)
  - 17. Division
    - 34. Infanterie-Brigade (Großherzogl. Mecklenburgische)
      - Großherzoglich Mecklenburgisches Grenadier-Regiment Nr. 89
      - Großherzoglich Mecklenburgisches Füsilier-Regiment Nr. 90
      - Mecklenburgisches Jäger-Bataillon Nr. 14
- Feld-Telegraphenabteilung Nr. 7[52]

#### Erster Weltkrieg

##### 1914
(Stand bei Mobilmachung 1914)
- IX. Armeekorps
  - 17. Division
    - 34. Infanterie-Brigade
      - Großherzoglich Mecklenburgisches Grenadier-Regiment Nr. 89
      - Großherzoglich Mecklenburgisches Füsilier-Regiment „Kaiser Wilhelm“ Nr. 90
      - Lauenburgisches Jäger-Bataillon Nr. 9
      - 2. Hannoversches Dragoner-Regiment Nr. 16
        - Stab u. 3. Eskadron

##### 1918
(Stand Mai 1918)
- IX. Armeekorps
  - 17. Division
    - 34. Infanterie-Brigade
      - Infanterie-Regiment „Bremen“ (1. Hanseatisches) Nr. 75
      - Großherzoglich Mecklenburgisches Grenadier-Regiment Nr. 89
      - Großherzoglich Mecklenburgisches Füsilier-Regiment „Kaiser Wilhelm“ Nr. 90
      - Maschinen-Gewehr-Scharfschützen-Abteilung 75
      - 4. Eskadron Hannoversches Dragoner-Regiment Nr. 16

### Gliederung

#### Subsidienkorps 1792
- Subsidienkorps
  - I. Musketier-Bataillon (Oberst v. Pressentin)
    - 1. (Leib-)Kompanie (Kompanieführer: Stabskapitain v. Vick)
    - 2. Kompanie (Major v. Hannecken)
    - 3. Kompanie (Kapitain v. Pressentin Senior)
    - 4. Kompanie (Kapitain v. Both)

  - II. Musketier-Bataillon (Oberst v. Krievitz)
    - 1. (Leib-)Kompanie (Kompanieführer: Stabskapitain v. Behlow)
    - 2. Kompanie (Major v. Tornow)
    - 3. Kompanie (Kapitain v. Pressentin Junior)
    - 4. Kompanie (Kapitain v. Hannecken)

#### Russland-Feldzug 1812
- Kontingent-Regiment
  - I. Bataillon (Major von Moltke)
    - Grenadier-Kompanie (Hauptmann von Hobe)
    - 1. Musketier-Kompanie (Stabskapitän von Pogwisch)
    - 2. Musketier-Kompanie (Hauptmann von Lützow)
    - 3. Musketier-Kompanie (Hauptmann von Wickede)
    - 4. Musketier-Kompanie (Hauptmann von Grävenitz)
    - Voltigeur-Kompanie (Hauptmann von Schade)

- Kontingent-Regiment
  - II. Bataillon (Major von Pressentin)
    - Grenadier-Kompanie (Hauptmann von Spitznaß)
    - 1. Musketier-Kompanie (Stabskapitän von Bilguer)
    - 2. Musketier-Kompanie (Hauptmann von Elderhorst)
    - 3. Musketier-Kompanie (Hauptmann von Kamptz)
    - 4. Musketier-Kompanie (Hauptmann von Berg)
    - Voltigeur-Kompanie (Stabskapitän von Storch)

#### Deutscher Krieg 1866
- III. Bataillon (Major v. Mecklenburg)
  - 1.–4. Kompanie
- IV. Bataillon (Major v. Zülow)
  - 1.–4. Kompanie

#### Deutsch-Französischer Krieg 1870/71
(Stand: Juli 1870)
- I. Bataillon (Major v. Studnitz)
  - 1.–4. Kompanie
- II. Bataillon (Oberstleutnant v. Legat)
  - 5.–8. Kompanie
- III. Bataillon (Major v. Flotow)
  - 9.–12. Bataillon
- Ersatz-Bataillon (Oberstleutnant a. D. v. Zülow)
  - 1.–4. Kompanie

#### Erster Weltkrieg
Das Regiment gliederte sich aus dem Regimentsstab mit Nachrichten-Zug, drei Bataillonen mit je einem Nachrichten-Zug und jeweils vier Schützen-Kompanien.

##### 1.–12. Kompanie
Die Kompanie hatte eine Kriegsstärke von jeweils 250 Mann. Im Februar 1915 bildeten sich zusätzlich die 13. und 14. Kompanie.
Die Führung der jeweiligen Kompanie erfolgte durch einen Hauptmann, weiter zugehörig ein Oberleutnant, zwei Leutnants, ein etatmäßiger Feldwebel, ein Vizefeldwebel und 8 Unteroffiziere und Sergeanten.

##### Bataillone I.–III.
Ein Bataillon bildete sich aus 4. Kompanien, welches eine Kriegsstärke von ca. 1000 Mann hatte.
Als Bataillons-Kommandeur mit der Führung beauftragt wurde jeweils ein Major.

##### Regiment
Aus den drei Bataillonen bildete sich wiederum das Regiment mit einer Kriegsstärke von ca. 3000 Mann.
Mit der Führung beauftragt ein Oberst, als Stellvertreter ein Oberstleutnant.

##### Maschinengewehr-Kompanien
Anfang des Krieges war in das Regiment eine Maschinengewehr-Kompanie eingegliedert. Im Verlauf des Krieges und aus der Notwendigkeit heraus bildeten sich weitere MG-Kompanien, die jeweils in die Bataillone I. – III. eingegliedert wurden.
Ab 1917 wurde ein Minenwerfer-Zug eingegliedert. Mit Stand Frühjahr 1917 war für die Bataillone eine geplante Feldstärke von 850 Mann vorgesehen, hinzu kamen 130 Mann in den Maschinengewehr-Kompanien. Tatsächlich waren die vorhandenen Mannschaftsstärken deutlich unterhalb der geplanten Soll-Feldstärke.

## Bewaffnung
Das Dreyse Zündnadelgewehr wurde 1860 in die mecklenburgischen Truppenverbände eingeführt. 1862 folgte die Einführung des Standard-Seitengewehrs. Mit dem Eintritt in den Norddeutschen Bund im Jahr 1867 übernahm das Mecklenburger Militär teilweise auch die preußische Ausrüstung. Die Schießausbildung des 19. Jahrhunderts richtete sich nach den Vorschriften für die Schießausbildung die in der Schießinstruktion aufgestellt wurden, welche bis 1887 zahlreiche Abänderungen erfuhr aufgrund der fortschreitenden Entwicklung in der Waffentechnik des damaligen Zeitabschnittes. Die 1887 eingeführte „Schießvorschrift für die Infanterie“ stellte erstmals eine umfassende Grundlage für die kriegsnahe Ausbildung dar. Welches sich auch im Regiment positiv auf den Ausbildungsstand auswirkte. Die Schießausbildung der Rostocker Bataillone erfolgte standortnah, das II. Bataillon in Wismar nutzte eine Viehweide vor dem Poeler Tor.
Später erfolgt die Schießausbildung und Gefechtsausbildung auf dem Ausbildungsgelände des IX. Armee-Korps Lockstedter Lager in Holstein.
Ab 1914 kommt es im Verlauf des Krieges zu grundlegenden Anpassungen in der Ausrüstung des Infanterie-Regiments. Im Jahr 1917 waren die Schützen-Kompanien mit je fünf leichten Maschinen-Gewehren und zwei Granatwerfern ausgerüstet. Die Maschinengewehr-Kompanien waren mit jeweils zwölf schweren Maschinengewehren ausgestattet. Hinzu kamen ab 1917 die Minenwerfer, diese Minenwerfer-Züge wurden mit je vier Werfern ausgerüstet.

### Handwaffen u. Blankwaffen

#### 1872–1895

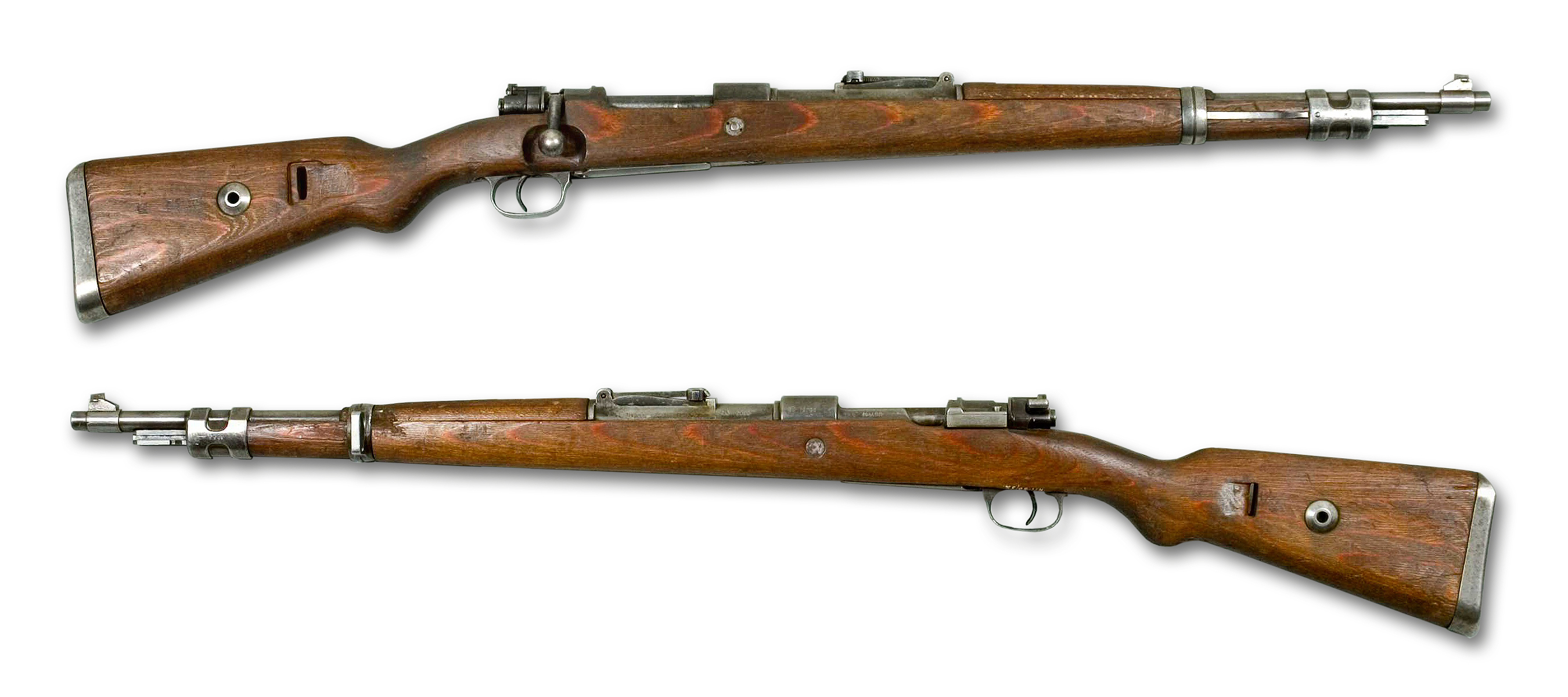
Modell Mauser 98

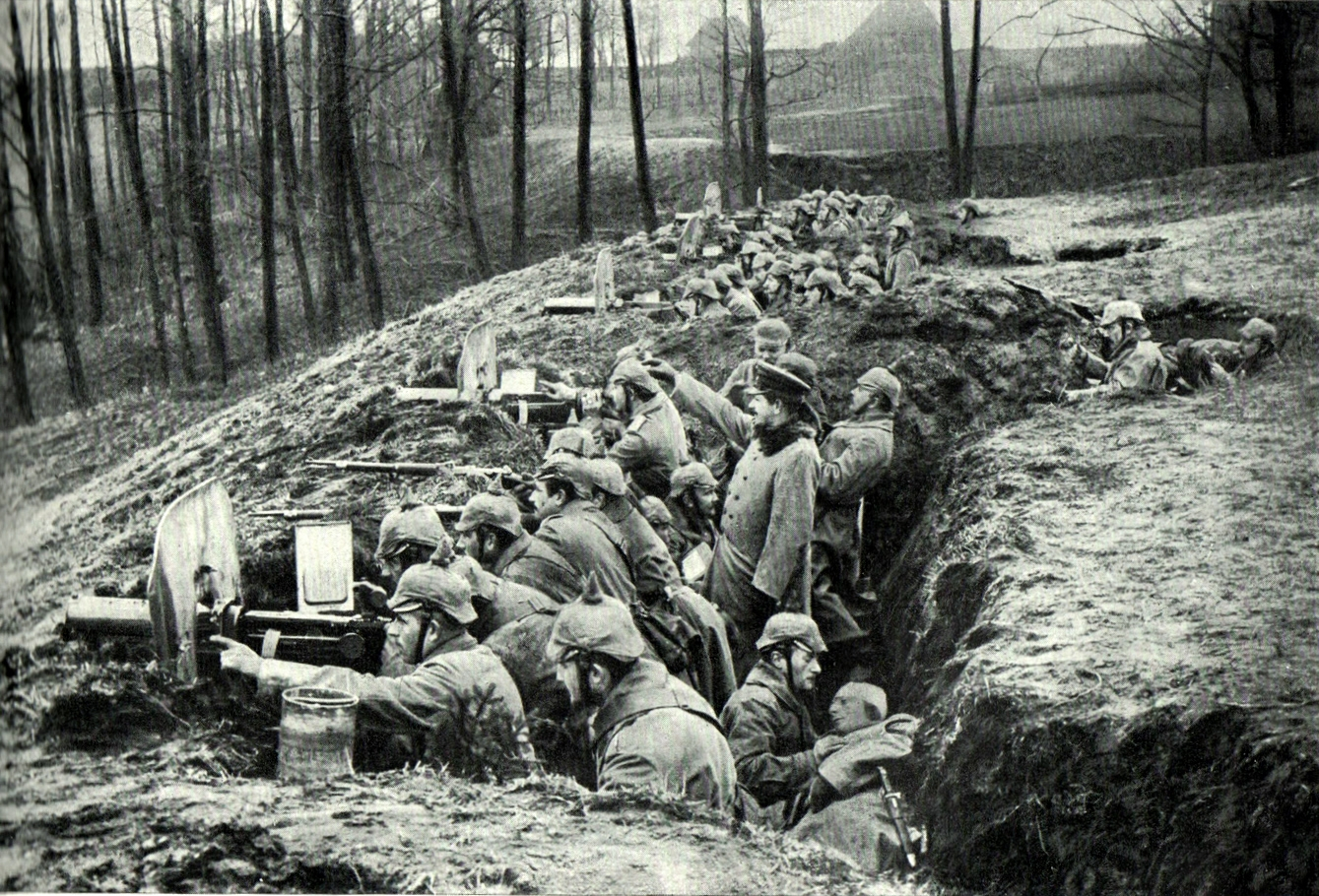
Maschinengewehr-Abteilung in Abwehrstellung

- Zündnadelgewehr Modell M/60 und M/62[55]
  - Dillenbajonett für Dreyse Modell 1862.
- Deutsches Reichsgewehr Modell 1871
  - Infanterie-Seitengewehr SG 1871.
- Deutsches Infanteriegewehr Modell 1871/84[56]
  - Seitengewehr SG 71/84
- „Kommissionsgewehr“ Modell 1888
  - Seitengewehr SG 71/84

#### 1895–1918
- Mehrlade-Karabiner Modell Mauser 98
  - Infanterie-Seitengewehr SG 98, Seitengewehr SG 98/05, Dolchbajonett Demag 1916.
- Selbstladepistole Modell 1896, Modell 1896/1912

### Explosionswaffen

#### 1914–1918
- Kugelhandgranate Einführung 1913, Modifikation 1915.
- Stielhandgranate mit „Brennzünder 15“ (Messingbrennzünder)
- Eihandgranate (ab 1917 mit Zinkbrennzünder)

### Maschinengewehr-Kompanien
1908 wurde die erste schwere Maschinengewehr-Kompanie des Regiments gebildet. Es handelte sich allerdings nicht um die erste Aufstellung einer derartig bewaffneten Abteilung in einem mecklenburgischen Verband, bereits 1901 wurde dem Großherzoglich Mecklenburgischen Jäger-Bataillon Nr. 14 in Colmar die neu aufgestellte „Maschinengewehr-Abteilung Nr. 9“ zugeteilt.
Im Verlauf des Ersten Weltkrieges werden diese auf drei Kompanien vermehrt, diese dann in die Bataillone I.–III des „Großherzoglich Mecklenburgischen Füsilier-Regiment „Kaiser Wilhelm“ Nr. 90“ eingegliedert.

#### 1908–1918
- Maxim-Maschinengewehr Modell 1908, Modifikation 08/15

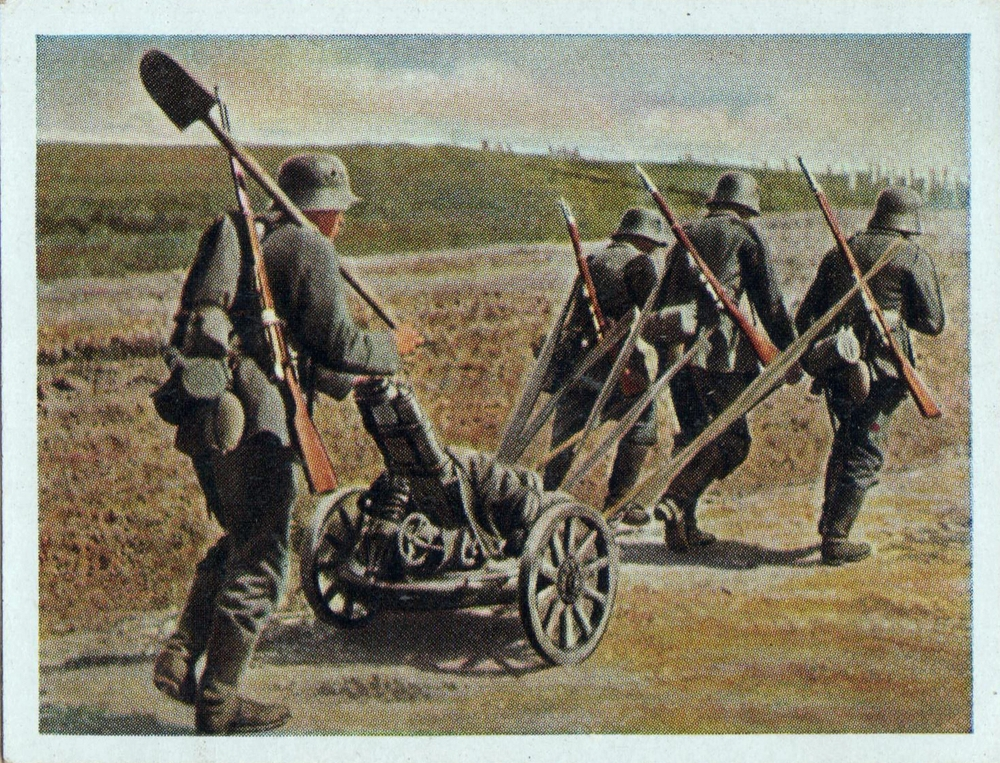
Leichter Minenwerfer 7,58 cm

### Minenwerfer-Abteilungen
In den Infanterieregimentern kam vorwiegend der leichte lafettierte 7,58-cm-Minenwerfer zum Einsatz, seine Beweglichkeit und der dadurch mögliche schnelle Stellungswechsel waren von besonderer Bedeutung.
Die leichten Minenwerfer wurden zur Übernahme von Sperrfeuerabschnitten, dem Abriegeln von Zugangsgräben und dem Niederhalten der Reserven des Feindes eingesetzt.

#### 1917
- Leichter Minenwerfer 7,58 cm
- Mittlerer Minenwerfer 17 cm
- Schwerer Minenwerfer 25 cm

## Uniform

### Waffenrock 1788
- Waffenrock: blauer Waffenrock, mit roten Kragen und Aufschlägen, zurückgeschlagene rote Schöße, weiße Weste, weißes Beinkleid und schwarze Gamaschen.
- Kopfbedeckung: Der schwarze Dreispitz, aus Filz gefertigt, verziert mit weißen Knöpfen und Borten.

### Waffenrock Rheinbundzeit
Die Uniformen des Kontingent-Regiments orientierten sich am Erscheinungsbild der preußischen Uniform und der des französischen Militärs.
- Füsiliere: blaues Kollet mit roten Abzeichen, graues Beinkleid und schwarze Gamaschen.
- Offiziere: silberne Epauletten oder Contreepauletten, goldene Schärpe mit roten und blauen Streifen.

### Waffenrock ab 1815
- Waffenrock: blaues Kollet, mit Doppelreihe weißer Knöpfe, roter Kragen und rote Aufschläge, roter Schoßbesatz, graues Beinkleid im Sommer mit weißem Vorstoß, ansonsten roter Vorstoß, weiße Knöpfe. Achselklappen in rot, blau besetzt. Schuhe mit grauen Gamaschen. Riemenzeug weiß, über der Brust gekreuzt.
- Kopfbedeckung: Tschako mit Wachstuchüberzug, mit Wappenstern aus Messing, kleine rote Pompons und weiße Federbüsche. Schuhe mit grauen Gamaschen, weißes Riemenzeug, das über der Brust gekreuzt war.

### Waffenrock ab 1848
- Waffenrock: roter Kragen, rote Aufschläge und Vorstöße, Achselklappen weiß mit roter Nummer, graues Beinkleid, Pickelhaube mit Landeswappen-Beschlag.

- 1864 erfolgt die Einführung des „Käppi“ nach österreichischem Muster in blauer Farbe mit rotem Bräm im Austausch für die Pickelhauben. Dieses wurde 1868 wieder rückgängig gemacht, es folgte die Wiedereinführung der Feldmütze und der Pickelhaube nach preußischem Modell mit Landeswappen-Beschlag.

### Waffenrock ab 1867

#### Füsilier-Regiment Nr. 90
- Waffenrock: dunkelblauer Waffenrock mit weißen Knöpfen, pouceaurote Kragen und Aufschläge. Ärmelpatten pouceaurot mit gelben Vorstoß. Die weißen Achselklappen bestickt mit der Regimentsnummer bzw. der Chiffre des Kaisers Wilhelm II. Für Offiziere, Schärpe und Portepee in den mecklenburgischen Landesfarben. Lederzeug schwarz bzw. schwarz eingefärbt.
- Beinkleid: schwarz/grau meliertes Beinkleid.
- Feldmütze: dunkelblaues Tuch, Besatz und Vorstoß pouceaurote Farbe, vorne auf dem Besatz die Kokarde in den Landesfarben, ab 1897 zusätzlich die Kokarde in den Reichsfarben.[57]
- Helm: 1845 werden die Tschakos durch Helme nach preußischem Muster abgelöst, zu dieser Zeit noch in hoher schwerer Ausführung mit dem eckigen Vorderschirm. Spätere Modelle bestehend aus schwarz lackiertem Leder mit Vorder- und Hinterschirm, Aufsatzspitze, Beschlag aus Messing, flache Schuppenkette aus Messing. Ab 1887 entfällt bei Helmen für Mannschaften die Schuppenkette, diese wird durch einen Lederriemen mit Hakenhalterung ersetzt. 1895 werden zur Gewichtsminderung die Beschläge aus Aluminiumbronze statt aus Messing gefertigt.
- Handschuhe: für Unteroffiziere aus weißem Wasch-Wildleder, für Mannschaften graumelierter Stoff weiß gefüttert.[57]
- Stiefel: lederner Schaftstiefel mit 11 bis 12 Zoll hohen Schaft und Absatzeisen.[57]

### Waffenrock Feldgrau
- Uniform: 1909/10 stufenweise Einführung der feldgrauen Uniform, Ersetzung des bunten Uniformrocks durch die feldgraue Uniform (Feldrock Model 1907/10). Schulterklappen der Mannschaften trugen die rote Regimentsnummer. Die Stiefel, in naturfarbenem Zustand bei Mobilmachung im Aug. 1914 ausgegeben. Nach den per A.K.O. vom 21. September 1915 erlassenen Bestimmungen mussten diese geschwärzt werden. Die Einführung der Feldbluse M15 erfolgte ebenfalls im Zuge der Bestimmungen vom 21. September 1915.[58] Lederkoppel aus naturbraunen oder schwarzem Leder mit Koppelschloss, dieses aus Messing oder Nickel gefertigt, mit Besatz (Mecklenburger Wappen). Auf Grundlage der Bestimmungen vom 21. September 1915 folgten am 18. Mai 1916 die Großherzoglich-Schweriner Bestimmungen für Änderungen an den Uniformen der Offiziere und Mannschaften, diese beinhalteten evtl. notwendige Anpassungen.[59]
- Helm: 1915 Einführung des Modells M15, graue Beschläge (lackiertes Zinkblech) mit entfernbarer Spitze, welche mit Bajonettverschluss ausgestattet war. Ab Februar 1916 Ausrüstung der Truppen vor Verdun mit dem Stahlschutzhelm Modell 1916. 1917 erfolgt die Einführung des Schneeüberzuges für den Stahlhelm. Ab 1918 Einführung eines Tarnanstriches in Ockerfarben aus Sichtschutzgründen.

### Bekleidungsvorschrift 1919
Am 19. Januar 1919 werden vorläufige Bestimmungen über die Bekleidung des Heeres in Friedenszeit erlassen. Hintergrund war die gewollte Abkehr von den alten Dienstgradabzeichen.
- Kopfbedeckung: An den Mützen war nur noch eine Kokarde auf dem Besatzstreifen zu tragen, in den Landesfarben. Ab sofort war es allen Angehörigen des Heeres erlaubt Schirmmützen zu tragen.
- Waffenrock: An den Uniformen waren keine Änderungen vorgesehen.
- Dienstgradabzeichen: Die bis zum Erlass getragenen Dienstgradabzeichen entfielen, es wurden behelfsmäßige Abzeichen eingeführt. Diese aus dunkelblauen Tuch in Streifenform gefertigt, in der Breite von unterschiedlicher Ausprägung, zwischen diesen jeweils ein Zentimeter Abstand. Je nach Dienstgrad wurden die Streifen am Oberarm oder Unterarm des Waffenrockes, des Mantels oder der Bluse getragen. Auf dem breitesten Streifen, war bei Offizieren die Nummer des Truppenteils aufgebracht.
- Seitenwaffe: Das kurze Infanterie-Seitengewehr Modell 98/05 wurde zur Standardseitenwaffe bestimmt. Offiziere, Unteroffiziere und Soldaten hatten das Seitengewehr übergeschnallt am Koppel zu tragen.

Diese Bestimmungen waren bis zum 5. Mai 1919 in Kraft, für die „vorläufige Reichswehr“ folgten andere Bestimmungen.

#### Schutztruppen-Uniform 1904
Die Freiwilligen in den Schutztruppen-Verbänden erhielten für ihren Einsatz in Südwestafrika eine entsprechende Anpassung ihrer Bekleidung.
- Waffenrock der Schutztruppen in Südwestafrika: für Offiziere der weiße Tropenanzug, für Unteroffiziere und Mannschaften der Kordwaffenrock und der Khakianzug. Der Kragen, die Aufschläge, die Unterlage der Achselstücke und Vorstöße in Kornblumenblau. Beinkleid aus weißem Stoff, Kord oder Kaki, ohne Tuchstreifen und Tressen. Kopfbedeckung, Schutztruppenhut mit goldenen Tressenbesatz, Kokarde in Schwarz-Weiß-Rot. Schnürschuhe aus naturfarbenen Leder oder Schuhe aus Segeltuch.

## Ausrüstung

### Ausrüstung 1900
- Tornister M/87 mit Tragegerüst und Tornisterbeutel oder Tornister M/95 mit Tragriemen und Zeltzubehörbeutel für Fußtruppen[61]
- tragbare Zeltausrüstung
- Patronentasche
- Bandolier mit Kartusche für Revolermunition (Train)
- Kartusche für Karabinermunition
- Feldflasche M87 oder neues Modell aus Aluminium
- Schanzzeug
  - Spaten für Infanterie
  - Beilpicke für Infanterie
  - Feldbeil für Infanterie

### Gasschutz 1915–18
Mit dem ersten deutschen Blasangriff am 22. April 1915 begann der Gaskrieg des Ersten Weltkrieges, so auch für die mecklenburgischen Soldaten. Es stellte sich nunmehr die Frage des Schutzes der deutschen Soldaten. So wurde als erster Gasschutz der sogenannte „Atem- und Mundschützer Etappe Gent“ entwickelt, um zumindest übergangsweise einen Grundschutz zu gewährleisten. Dieser Atem- und Mundschützer bestand aus Putzwolle, die wiederum in einen Müllbeutel eingenäht wurde, wobei die Putzwolle in einer Natriumthiosulfatlösung getränkt war.
Im August 1915 wird die deutsche Heeresgasmaske – mit abschraubbaren Filter – eingeführt, die Gesichtsmaske gewährleistete den Schutz der Augen, des Mundes und der Nase. Schließlich wird 1917 die deutsche Ledergasmaske – aus imprägnierten Leder – eingeführt, mit einem verbesserten Filtereinsatz der auch Schutz gegen Chlorpikrin und Blaukreuz Kampfstoffe bot.

## Galerie Uniform und Ausrüstung

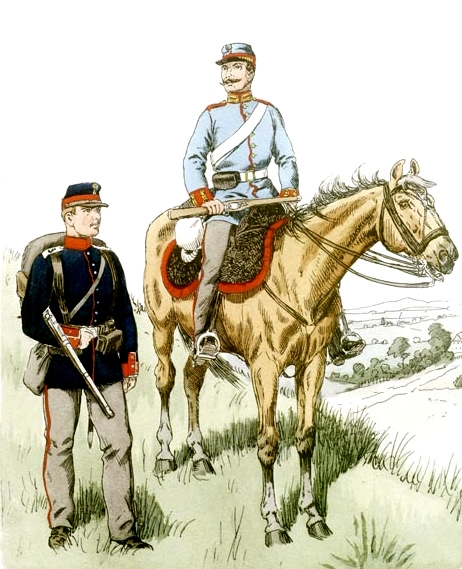
Uniform Musketier von 1866
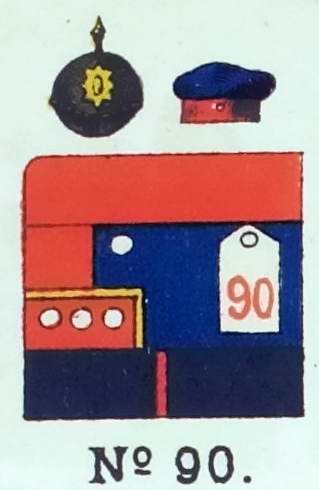
Uniform von 1885
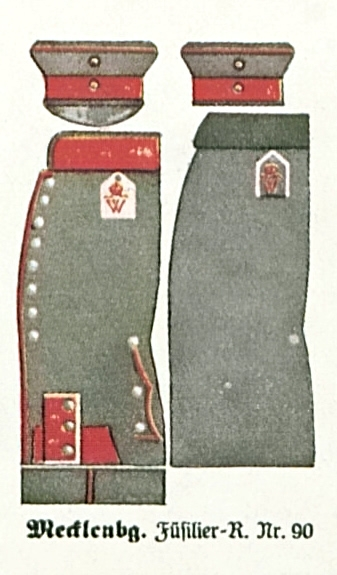
Uniform von 1915
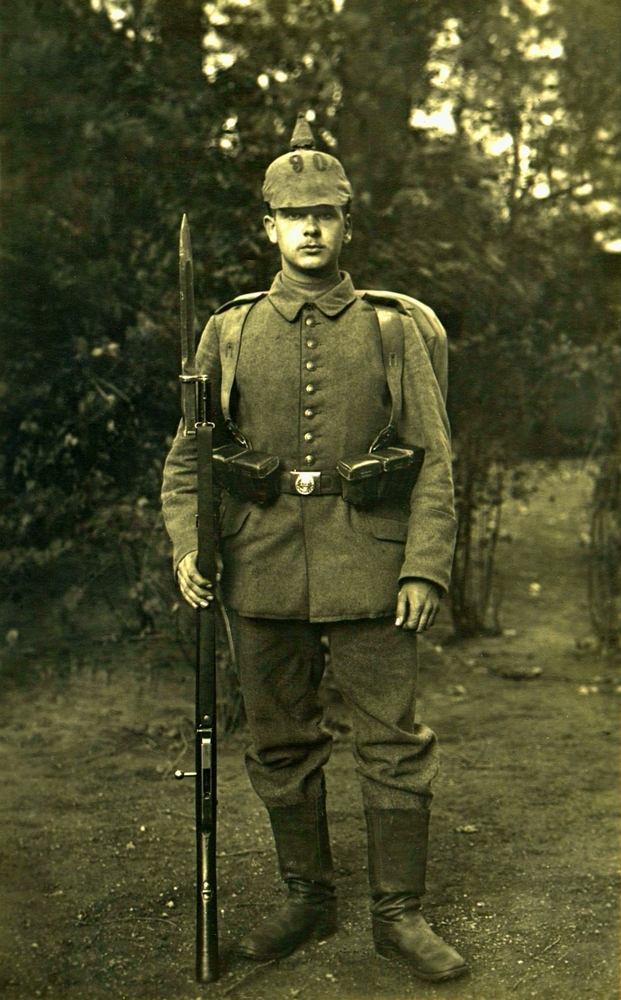
Füsilier
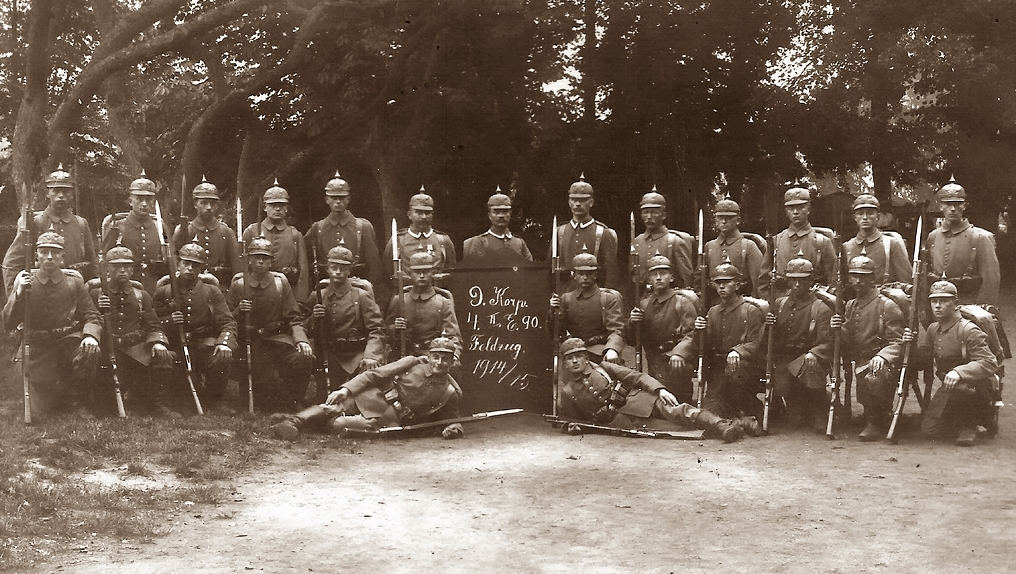
4. Komp. II. Ersatz-Bataillon FR. 90
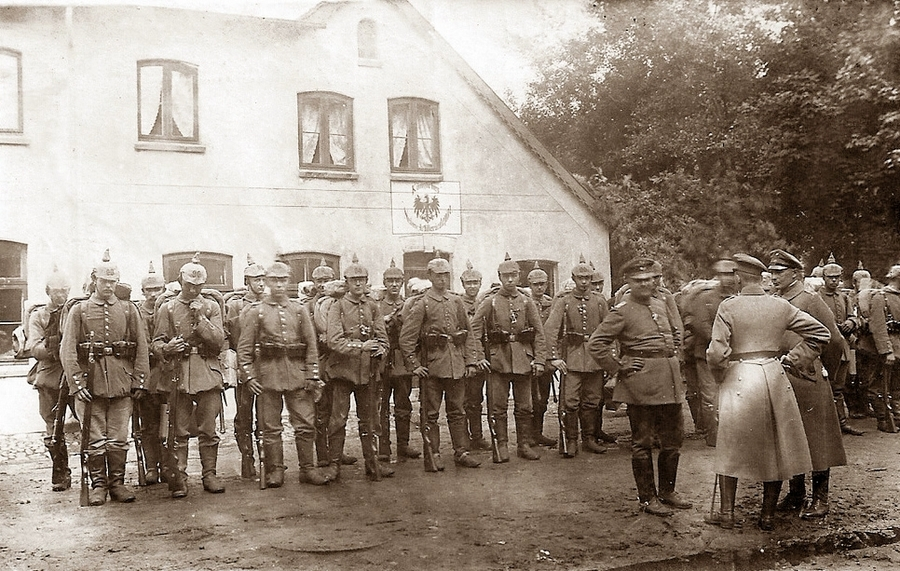
Angetreten vor dem Artillerie-Depot „Lockstedter Lager“

## Fahnen und Auszeichnungen

### Fahnen

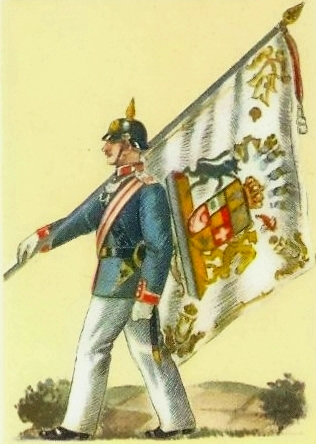
Fahne des III. Bataillons

Die Bataillonsfahnen des „Großherzoglich Mecklenburgisches Füsilier-Regiment „Kaiser Wilhelm“ Nr. 90“ wurden zu Friedenszeiten im Waffensaal des Großherzoglichen Arsenals in Schwerin aufbewahrt bzw. zur Schau gestellt.
Am 22. August 1904 erhalten das I., II. und III. Bataillon in Schwerin neue Fahne. Die Nagelung der Fahne wurde am selben Tag in der Waffenhalle des Schweriner Schlosses vorgenommen, nachfolgend wird die Weihung der Fahnen am Friedrich-Franz II. Denkmal vollzogen.
Kaiser Wilhelm II. veranlasst am 12. Juli 1915 die Rückführung der Fahnen und Standarten zu den stellvertretenden Generalkommandos. Bis zu diesem Zeitpunkt kam es bereits zu zahlreichen Schäden an den Fahnen bzw. zum temporären Verlust der Fahnentücher. Auch die mecklenburgischen Regimenter waren betroffen, in den Kampfhandlungen von Lüttich musste das Fahnentuch vom I. Bataillon des Füsilier-Regiments Nr. 90 von der Fahnenstange getrennt und vergraben werden. Das III. Bataillon des Grenadier-Regiments war ebenfalls betroffen, die Fahne ging in Lüttich kurzzeitig verloren, das Fahnentuch fand man erst später bei einem der toten Grenadiere.

#### I. Bataillon
Verliehen von Herzog Friedrich Franz I. am 7. Juni 1797, dem damaligen Regiment Pressentin. Fahnentuch ehemals blau, war bereits im 19. Jahrhundert stark in Mitleidenschaft gezogen, welches eine Folge der Führung der Fahne in zahlreichen Gefechten war. Die Fahnenstange wurde bei der Schlacht von Orleans am 4. Dezember 1870 in den Händen des Fahnenträgers durch Granatsplitter zerstört, auf Befehl des Großherzoges erfolgte die Reparatur im Jahr 1872.

##### Führung im Gefecht
- 1809 Gefecht bei Damgarten gegen das Schill'sche Korps
- 1812 Russlandfeldzug (Rheinbund-Kontingent)
- 1813–1815 Befreiungskriege
- 1848 Feldzug in Schleswig-Holstein
- 1866 Deutscher Krieg, Feldzug in Bayern
- 1870–1871 Frankreichfeldzug

Die neu gefertigte Fahne von 1904 des I. Bataillons, befindet sich heute in der Sammlung des Deutschen Historischen Museums.

#### II. Bataillon
Verliehen am 27. Februar 1885 von Großherzog Friedrich Franz II. Fahnentuch aus weißer Seide, mittig das mecklenburgische Wappen mit Helmzier. In den Ecken des Fahnentuches der Namenszug „FF“ mit aufgesetzter Krone.

##### Führung im Gefecht
- 1866 Deutscher Krieg, Feldzug in Bayern
- 1870–71 Frankreichfeldzug

#### III. Bataillon
Verliehen am 16. Juni 1868 von Großherzog Friedrich Franz II. Fahne bereits im 19. Jahrhundert teilweise zerstört. Gefertigt aus weißer Seide mittig mit dem mecklenburgischen Wappen. Ränder mit goldenen Arabesken verziert in den Ecken der Namenszug „FF“ mit aufgesetzter Krone. Die Fahne wurde in der Schlacht von Orleans durch Gewehrschuss an der Fahnenstange und am Fahnentuch leicht beschädigt.

##### Führung im Gefecht
- 1870–71 Frankreichfeldzug

#### IV. Bataillon
Dem 1893 aufgestellten IV. Bataillon, wird am 16. Juli 1894 eine neue Fahne verliehen. Das IV. Bataillon wurde am 1. April 1897 abgegeben. Die Fahne wird dem I. Bataillon übergeben. Im Ersten Weltkrieg wird diese Fahne von II. Bataillon des „Reserve-Infanterie-Regiment Nr. 90“ geführt.

### Auszeichnungen
- 0I. Bataillon: Erinnerungsband mit Quasten Feldzug 1866, Feldzug 1870/71 Eisernes Kreuz und Mecklenburgisches Militärverdienstkreuz mit zugehörigen Bändern. 1858 Verleihung zweier Bänder aus dem großherzoglichen Hause. Bestehend aus blauer Seide mit roten Streifen, auf dem einen Band die Jahreszahlen 1812, 1813, 1814, 1815, 1848 und ein „A“ in Gold gestickt. Auf dem längeren Band befanden sich die Zahlen 1797–1858 und das Allianzwappen der Stifterin Großherzogin Auguste. Die Schleife und die Bänder waren von Eichenlaubstickerei gerahmt, welche noch mit goldenen Fransen geschmückt wurden.[67] Band der Kriegsdenkmünze 1870/71 mit den goldenen Gefechtsspangen, verliehen am 16. September 1895. Am 21. Juni 1897 Verleihung des blau-roten Bandes mit goldenen Eichenlaub bestickt, in Gold gestickten Jahreszahlen 1797–1897, versehen mit dem Namenszug „F. F. I.“ und „F. F. IV.“.

- II. Bataillon: Erinnerungsband mit Quasten Feldzug 1866, Feldzug 1870/71 Eisernes Kreuz und mecklenburgisches Militär-Verdienstkreuz mit zugehörigen Bändern, Bänder zum hundertjährigen bestehen des Regiments. Letztere Bänder von 1888 waren aus hellblauer Seide gefertigt, auf dem einen befand sich die Jahreszahl 1788 mit dem mecklenburgischen und russischen Wappen, auf dem anderen die Jahreszahl 1888 mit dem mecklenburgischen und schwarzburgischen Wappen. Band der Kriegsdenkmünze 1870/71 mit den goldenen Gefechtsspangen, verliehen am 16. September 1895.[68]

- III. Bataillon: Feldzug 1870/71 Eisernes Kreuz und mecklenburgisches Militär-Verdienstkreuz mit zugehörigen Bändern und goldenen Quasten, zwei goldene Portepeebänder, Fahnenband zum hundertjährigen bestehen des Regiments. Letztere Bänder von 1888 waren aus hellblauer Seide gefertigt, mit schmalen karmesinroten Streifen und goldbestickten Eichenlaub, vorne mit den Jahreszahlen 1788 und 1888 versehen, am unteren Ende des Bandes mit dem mecklenburgischen und russischen Wappen nebst dem Namenszug „A“ geschmückt, auf dem anderen Band die mecklenburgischen und schwarzburgischen Wappen und der Namenszug „M“.[69] Band der Kriegsdenkmünze 1870/71 mit den goldenen Gefechtsspangen, verliehen am 16. September 1895.

## Regimentschefs und Kommandeure

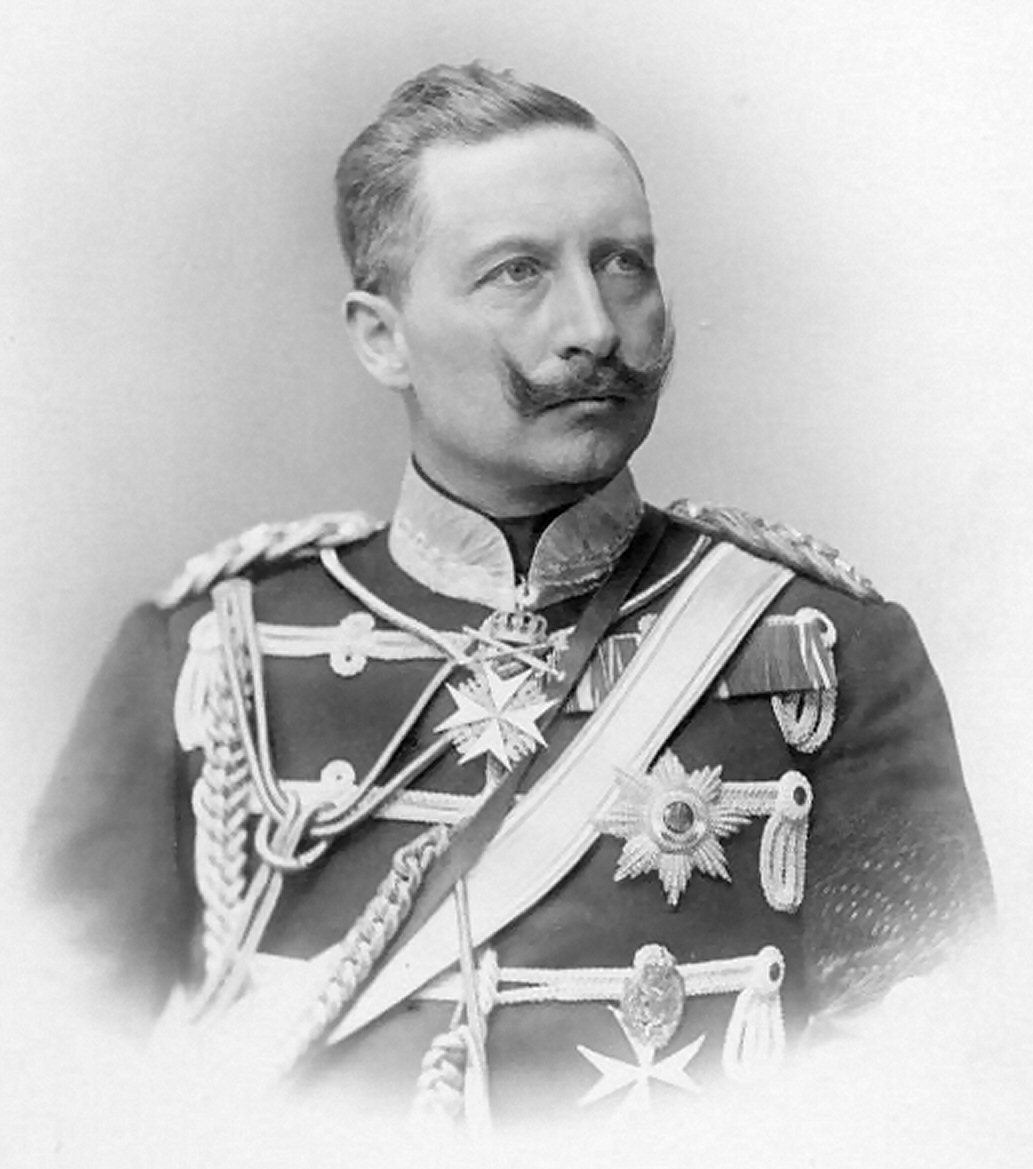
Wilhelm II., der Regimentschef vom 26. Aug. 1911 bis zum 28. Nov. 1918

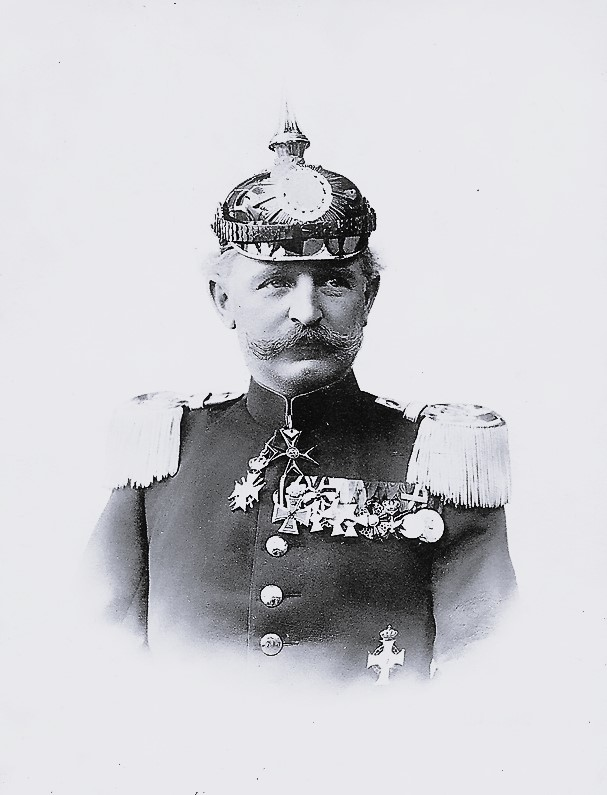
Kommandeur Oberst Theodor von Paczensky und Tenczin

### Regimentschefs
| Dienstgrad           | Name                                      | Datum                                    |
| -------------------- | ----------------------------------------- | ---------------------------------------- |
| Generalmajor         | Diedrich von Gluer                        | 12. Juli 1788 bis Dezember 1790          |
| Oberst/Generalmajor  | Otto Bernhard von Pressentin              | 10. Dezember 1790 bis 14. September 1797 |
| Generalleutnant      | Friedrich Ludwig zu Mecklenburg, Erbprinz | 15. September 1797 bis 28. November 1808 |
| Generalfeldmarschall | Wilhelm II., König von Preußen            | 26. August 1911 bis 28. November 1918    |

### Kommandeure
| Dienstgrad            | Name                                  | Datum                                                        |
| --------------------- | ------------------------------------- | ------------------------------------------------------------ |
| Oberst                | Viktor von Jasmund                    | 05. November 1863 bis 1. Oktober 1867                        |
| Oberst                | Gabriel von Amsberg                   | 02. Oktober 1867 bis 9. Oktober 1868                         |
| Oberst                | Rudolf von Manteuffel                 | 10. Oktober 1868 bis 15. Juli 1870                           |
| Oberstleutnant        | Otto von Papstein                     | 16. Juli bis 20. August 1870                                 |
| Oberst                | Edmund Dejanicz von Gliszczynski      | 21. August 1870 bis 3. März 1873                             |
| Oberst                | Siegfried von Tietzen und Hennig      | 04. März 1873 bis 21. April 1879                             |
| Oberstleutnant/Oberst | Robert von Doetinchem de Rande        | 22. April bis 10. Dezember 1879 (mit der Führung beauftragt) |
| Oberst                | Robert von Doetinchem de Rande        | 11. Dezember 1879 bis 2. Juli 1885                           |
| Oberst                | Hermann von Bennigsen                 | 14. Juli 1885 bis 5. November 1888                           |
| Oberst                | Paul von Schmidt                      | 06. November 1888 bis 15. Juni 1891                          |
| Oberst                | Adolf Lölhöffel von Löwensprung       | 16. Juni 1891 bis 12. Mai 1895                               |
| Oberst                | Carlo von Hanstein                    | 13. Mai 1895 bis 7. Oktober 1898                             |
| Oberst                | Theodor von Paczensky und Tenczin     | 08. Oktober 1898 bis 21. April 1902                          |
| Oberst                | Waldemar von Groß                     | 22. April 1902 bis 23. April 1904                            |
| Oberst                | Gustav von Zawadzki                   | 24. April 1904 bis 19. März 1906                             |
| Oberst                | August von Stein zu Nord- und Ostheim | 20. März 1906 bis 23. Februar 1907                           |
| Oberst                | Georg von Bülow                       | 22. März 1907 bis 24. September 1908                         |
| Oberst                | Max von Buek                          | 25. September 1908 bis 19. April 1910                        |
| Oberst                | Harry von Wright                      | 20. April 1910 bis 19. April 1912                            |
| Oberst                | Paul Meister                          | 20. April 1912 bis 31. Juli 1914                             |
| Oberstleutnant        | Emil von Loeper                       | 01. August bis 13. November 1914                             |
| Major                 | Traugott von Burstin                  | 14. bis 18. November 1914 (mit der Führung beauftragt)       |
| Oberstleutnant        | Urban Cleve                           | 19. November 1914 bis 6. September 1916                      |
| Oberst                | Otto von Zitzewitz                    | 07. September bis 25. November 1916                          |
| Oberst                | Albert von Hahnke                     | 26. November 1916 bis 30. April 1917                         |
| Oberstleutnant        | Friedrich von Massenbach              | 01. Mai 1917 bis 18. August 1918                             |
| Major                 | Gustav Dammann                        | 19. August 1918 bis 31. Januar 1919                          |

## À la suite
| Dienstgrad   | Name                    | Datum |
| ------------ | ----------------------- | ----- |
| Generalmajor | Heinrich zu Mecklenburg |       |